# George Peter Alexander Healy
Pour les articles homonymes, voir Healy (homonymie).
George Peter Alexander Healy, né le 15 juillet 1813 à Boston et mort le 24 juin 1894 à Chicago, est un peintre portraitiste américain. Prolifique et célèbre, il travailla entre plusieurs pays, dont la France : il possédait un atelier à Paris à la fin de sa vie.

## Biographie

### Origines et débuts à Boston (1813-1834)
Issu d'une famille d'origine irlandaise installée à Boston, George Peter Alexander Healy est le fils aîné de William Healy (1784-1834), capitaine dans la marine marchande, originaire de Dublin, et de Mary Hicks (vers 1798-1836), une bostonienne d'ascendance anglaise. Autodidacte, le jeune George commence à peindre à l'âge de seize ans. La première œuvre qu'il vend est une copie d'une gravure prêtée par Jane Stuart, fille du peintre Gilbert Stuart, qui avait remarqué le talent du jeune garçon. Cet Ecce homo d'après Guido Reni est exposé dans la vitrine d'une librairie bostonienne et acheté par un prêtre pour 10 dollars.
Encouragé par Thomas Sully, Healy devient portraitiste à l'âge de 18 ans, louant son premier atelier d'artiste, sur Federal Street, à partir de l'automne 1831. Il se fait connaître localement et trouve ses premiers mécènes grâce aux portraits de deux femmes de la haute société bostonienne, Sally Foster Otis, épouse du sénateur Harrison Gray Otis, et Frances « Fanny » Appleton, sœur de Thomas Appleton et future épouse du poète Longfellow.

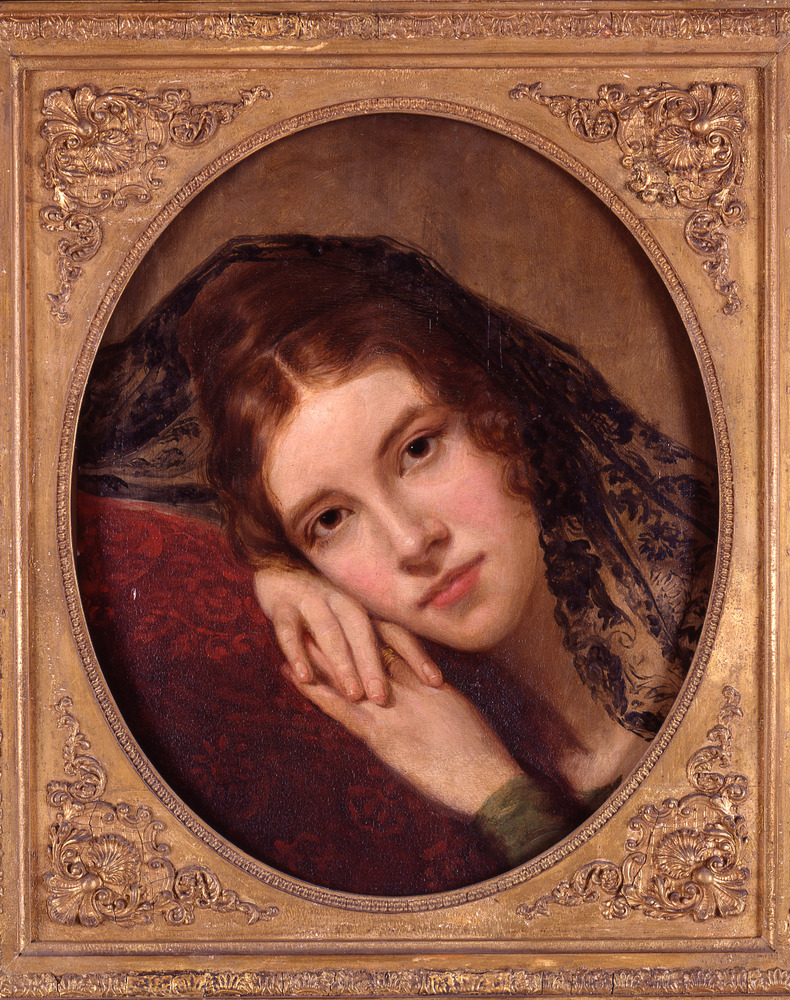
Fanny Appleton, 1834, Cambridge, Longfellow House.

### Formation à Paris et premières grandes commandes (1834-1855)
Souhaitant se perfectionner dans son art grâce à une véritable formation artistique, George Healy décide de se rendre en Europe après avoir gagné assez d'argent pour financer son séjour et subvenir aux besoins de sa mère pendant un ou deux ans. Il se rend alors à New York, où il rencontre Samuel Morse, et où il embarque à bord du Sully en avril 1834.
Arrivé à Paris, il entre dans l'atelier d'Antoine-Jean Gros, dont il est le seul élève américain. Il y rencontre Thomas Couture, qui l'influence, et qui devient son ami. À la même époque, il noue également une amitié durable avec le miniaturiste Savinien-Edme Dubourjal.

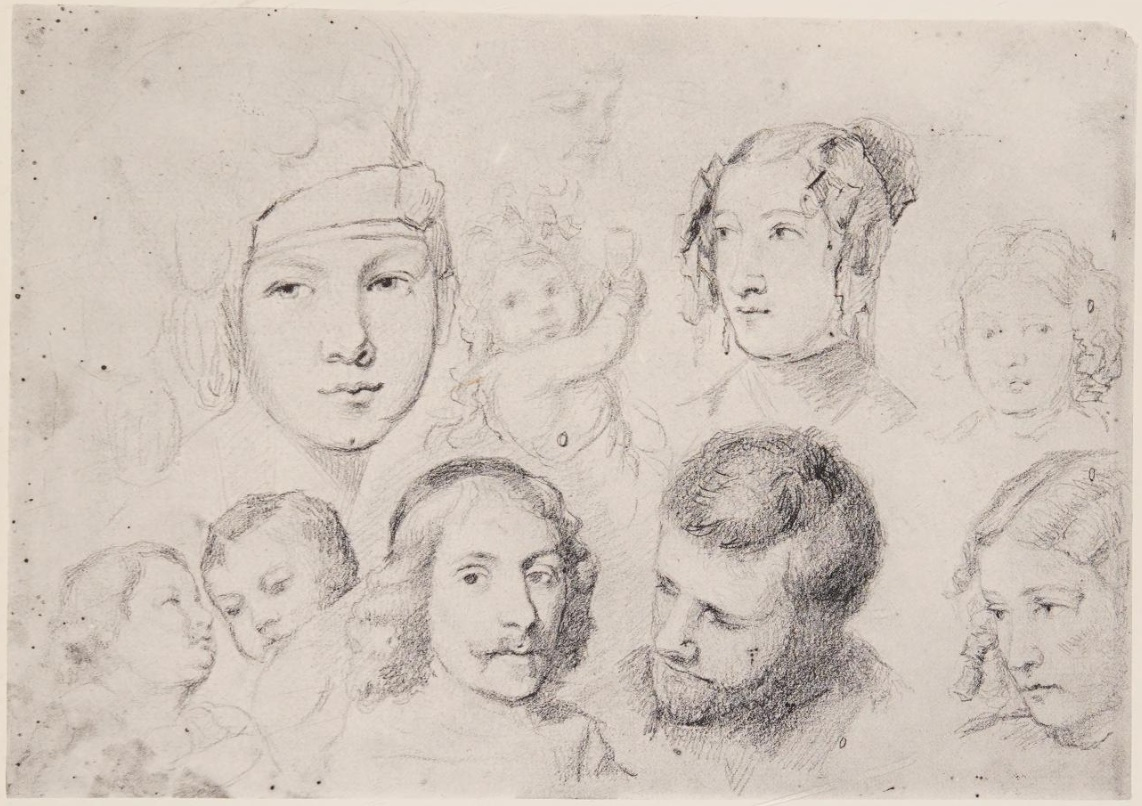
Page d'un carnet de croquis utilisé par Healy à Paris (1837-1838).

En 1836, il expose pour la première fois au Salon de Paris, où deux de ses portraits sont admis. Il y sera un exposant régulier pendant plus d'un demi-siècle.
Healy voyage régulièrement, pour le travail ou le plaisir, découvrant l'Italie dès 1834. Il se rend pour la première fois à Londres au printemps 1836 et y expose un portrait de Francis Place, qui lui attire une commande de Joseph Hume. C'est à Londres qu'il rencontre Louisa Phipps (1818-1905), qu'il épouse un jour de l'été 1839 à la St Pancras Old Church.
Installé tout d'abord dans un petit appartement de la rue de l'Ouest puis dans un logement plus spacieux de la rue Saint-Lazare, le couple aura neuf enfants, dont Agnès Louisa (1842-1915), qui épousera l'artiste Tiburce de Mare, et Mary (1843-1936), qui épousera l'homme de lettres Charles Bigot et deviendra une autrice connue en France sous le nom de plume « Jeanne Mairet ».
Sa première commande importante lui vient de l'ambassadeur américain à Paris, Lewis Cass, qui lui fait réaliser son portrait et celui de son épouse en 1838 (récompensé d'une médaille de 3e classe au Salon de 1840). L'année suivante, le diplomate lui commande un portrait du roi Louis-Philippe, qui accepte de poser pour Healy aux Tuileries. En 1841, l'artiste réalise un grand portrait en pied du ministre François Guizot à la demande d'un groupe d'expatriés américains.

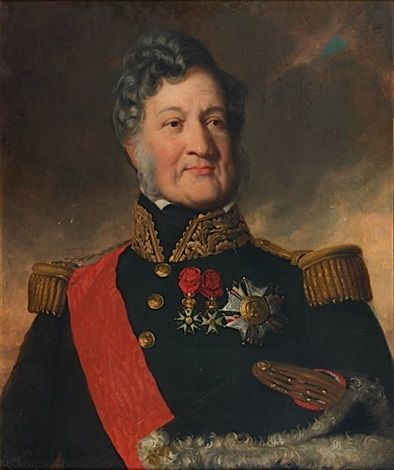
Louis-Philippe, 1839
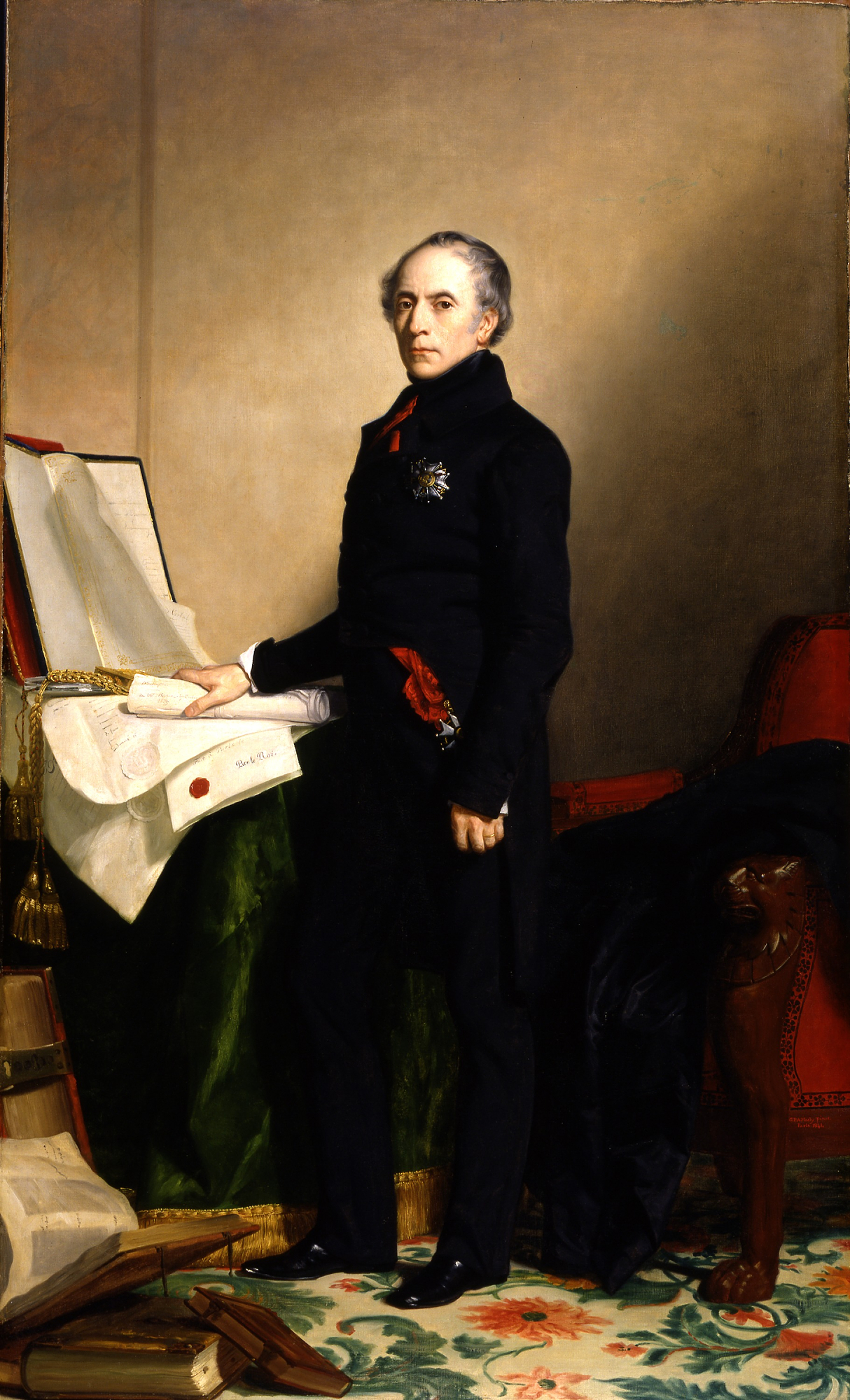
François Guizot, 1841

En 1842, Louis-Philippe envoie Healy en Amérique pour y copier le Portrait de George Washington par Gilbert Stuart, premier d'une longue série de copies destinées au musée de Versailles (aujourd'hui déposées au musée franco-américain de Blérancourt). L'année suivante, le peintre est élu membre de l'Académie américaine des beaux-arts en 1843,.
C'est encore à la demande du roi des Français que Healy se rend en 1845 à Nashville pour y réaliser le dernier portrait de l'ancien président Andrew Jackson. Après la mort de ce dernier, le peintre va dans le Kentucky pour y peindre le portrait d'Henry Clay avant de se rendre dans le Massachusetts, où il fait poser l'ancien président John Quincy Adams.

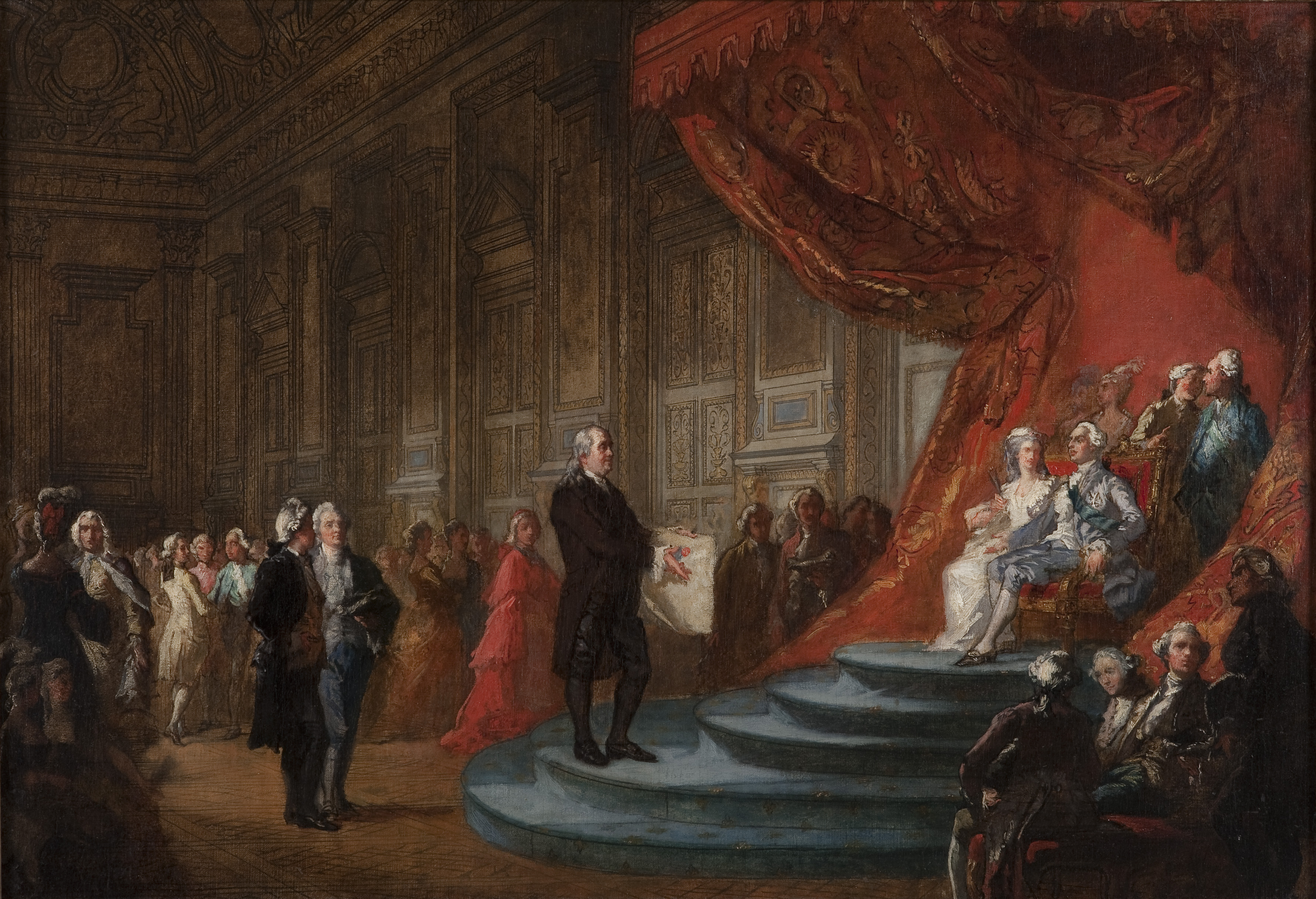
Franklin plaidant la cause des colonies américaines devant Louis XVI, vers 1847.

Certaines commandes de Louis-Philippe ne seront réalisées qu'après la chute du monarque. C'est notamment le cas du tableau d'histoire Franklin plaidant la cause des colonies américaines devant Louis XVI, finalement exposé au Salon de 1855, où il reçoit une médaille de seconde classe. De cette œuvre, détruite lors du Grand incendie de Chicago en 1871, il reste une étude préparatoire conservée par la Société américaine de philosophie.
Entre 1849 et 1851, il peint une autre grande scène historique, La Réponse de Webster à Hayne, qui comporte plus de 120 portraits et qui commémore un célèbre discours prononcé par l'homme politique Daniel Webster au Sénat des États-Unis le 26 janvier 1830. Exposée à Boston puis à New York, elle est accrochée définitivement au Faneuil Hall de Boston en 1852.

### De Chicago à Rome (1855-1872)

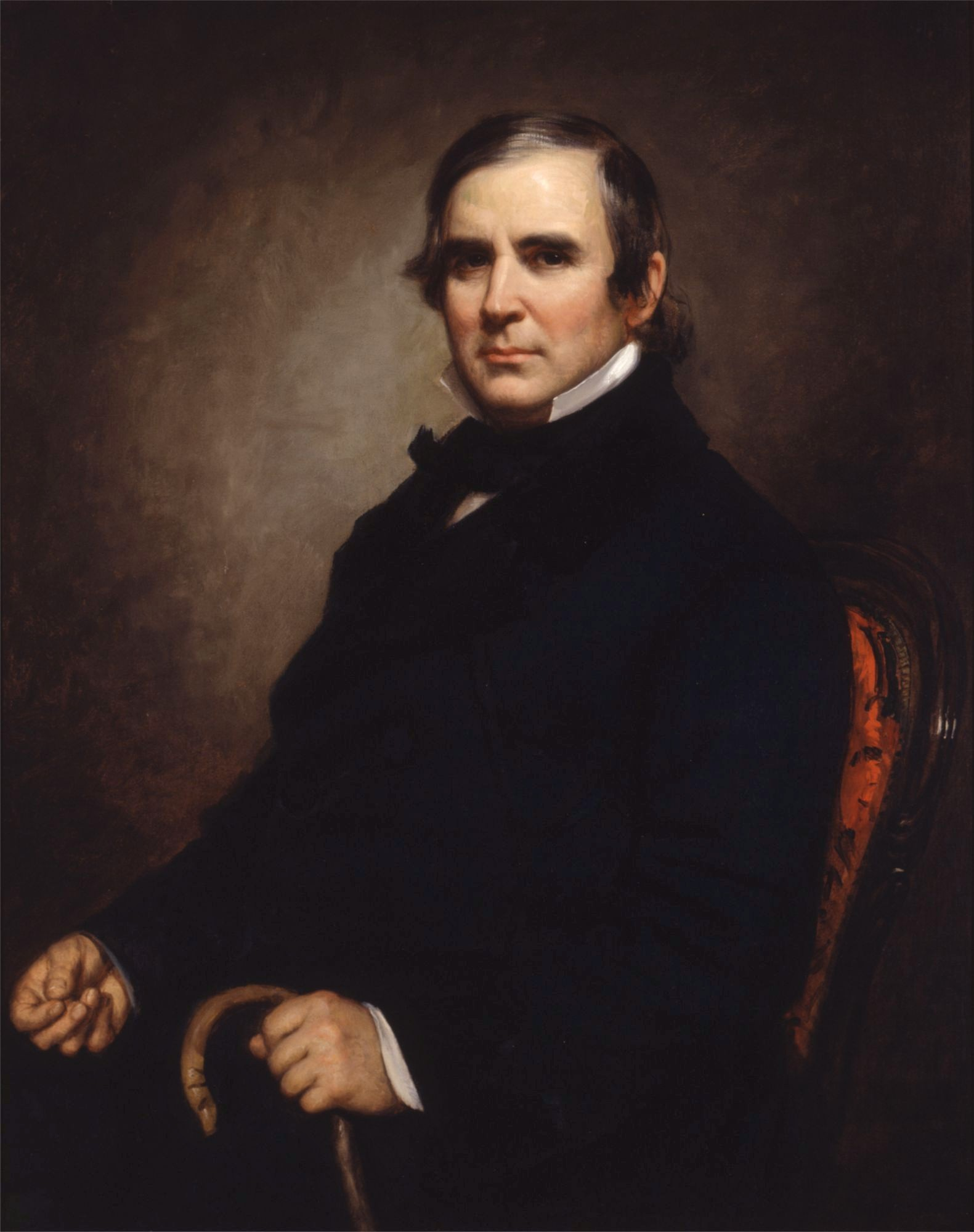
William Butler Ogden, 1855

En 1855, l'ancien maire de Chicago William Butler Ogden, présent à Paris à l'occasion de l'Exposition universelle, pose pour George Healy et convainc celui-ci de venir s'établir dans sa ville, alors en plein essor.
En 1855 (ou dès 1854, selon B. Pradié-Ottinger), l'artiste s'installe ainsi à Chicago, d'abord dans une maison d'Ontario Street, avant d'en acquérir une autre à la campagne, à Cottage Hill (Elmhurst), puis de revenir finalement en ville en 1864 après avoir acheté un grande maison préfabriquée au no 259 de Wabash Avenue. L'atelier de l'artiste était quant à lui situé au no 133 de Lake Street.
Malgré la rencontre de nombreux clients au sein de la bourgeoisie locale, l'activité du peintre est ralentie par la crise financière de 1857 avant de retrouver un rythme soutenu au début des années 1860, malgré les affres de la Guerre de Sécession (1861-1865). L'un des épisodes historiques de cette période dramatique de l'histoire américaine sera immortalisé par Healy en 1868 dans The Peacemakers (« Les Pacificateurs »), qui met en scène Abraham Lincoln, les généraux Grant et Sherman ainsi que l'amiral Porter. Cette grande toile, malheureusement détruite en janvier 1893 lors de l'incendie du Calumet Club de Chicago, est connue par une réplique de moindre format aujourd'hui conservée à la Maison-Blanche.

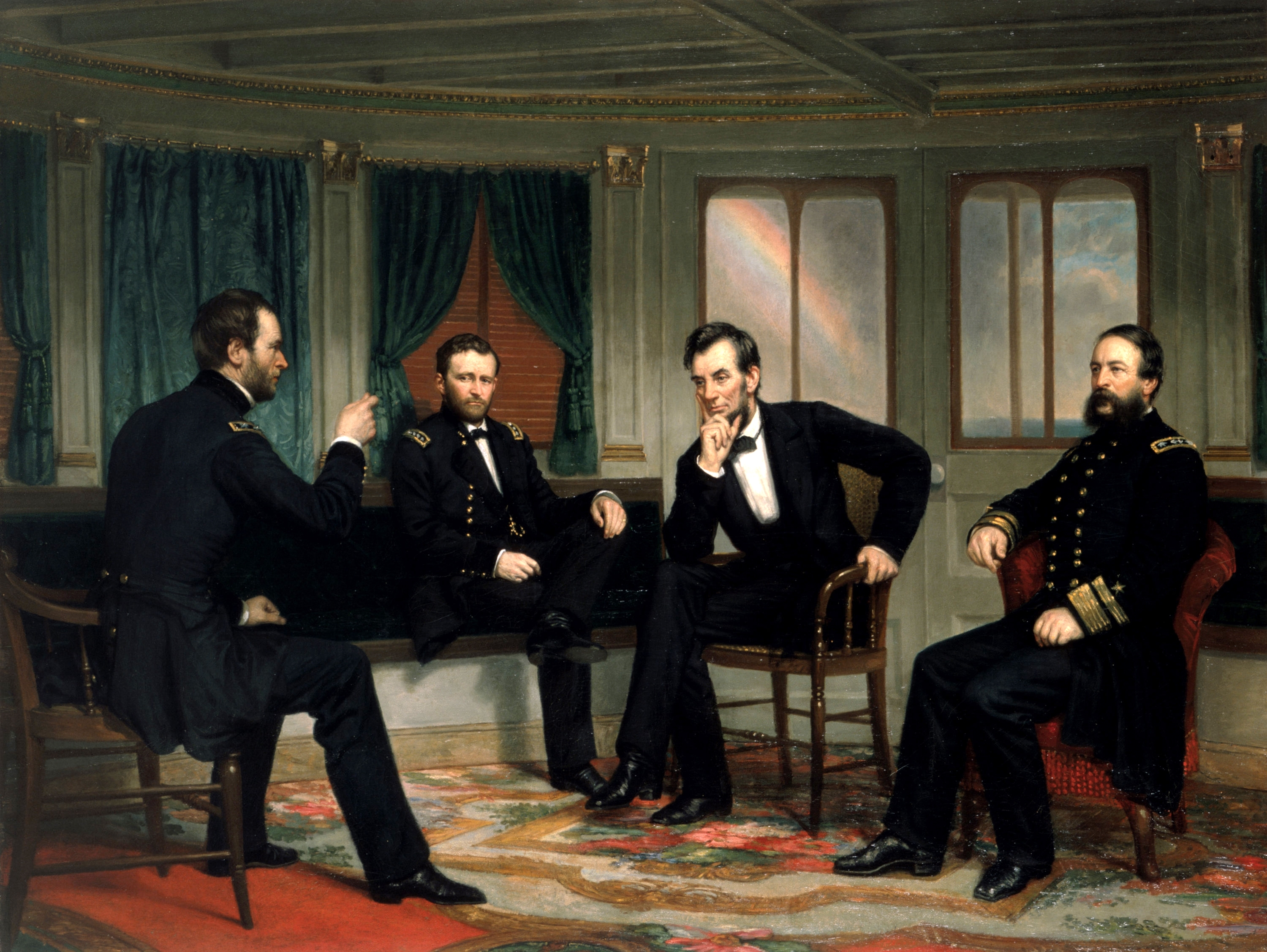
The Peacemakers, 1868

Durant les onze années (1855-1866) passées à Chicago, Healy aurait peint 577 portraits, soit une moyenne d'un par semaine.
Surmené, Healy finit par quitter Chicago et décide de s'installer durablement à Rome, au no 7 b du vicolo di San Nicola da Tolentino. Il s'y lie d'amitié avec Ernest Hébert, directeur de la Villa Médicis, et y peint les portraits du pape Pie IX et de Franz Liszt.

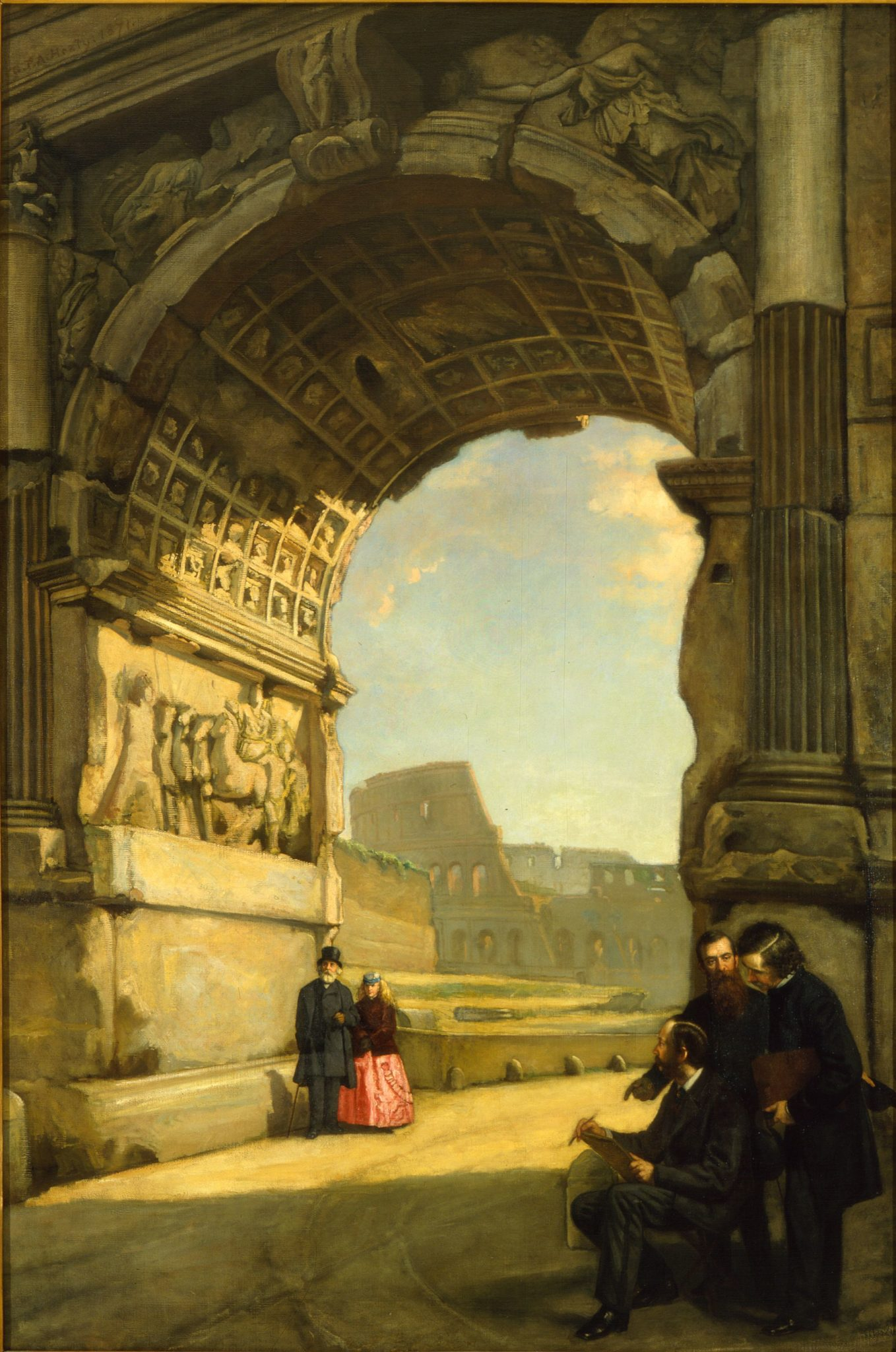
L'Arc de Titus, 1871

C'est également à cette époque qu'il est remarqué par la princesse Élisabeth de Roumanie, épouse du prince Carol, qui deviendra roi de Roumanie quelques années plus tard. Le couple commandera plusieurs portraits à Healy, qui se rendra ainsi à Bucarest en 1872 et en 1881.
En septembre-octobre 1871, Healy est à Madrid. C'est là qu'il reçoit la nouvelle du Grand incendie de Chicago, au cours duquel sa maison de Wabash Avenue, contenant de nombreux tableaux ainsi que ses journaux, lettres et livres de comptes, a été entièrement détruite. La famille Healy, résidant à Rome au moment du sinistre, est saine et sauve.

### Dernière résidence parisienne (1873-1892) et retour final en Amérique (1892-1894)
Plus rien ne le retenant à Chicago, Healy envisage d'abord de rester en Italie avant d'opter pour un retour à Paris. En 1873, il emménage ainsi avec sa famille dans un hôtel particulier du XVIIIe siècle, ancien atelier parisien de Winterhalter, situé aux no 64 et 66 de la rue de La Rochefoucauld. Il y reçoit les visiteurs tous les jeudis et y organise de brillantes soirées musicales et théâtrales. En novembre 1877, il organise ainsi un grand diner et un bal en l'honneur de l'ancien président Ulysses S. Grant et en présence de Léon Gambetta. Pop Healy (« papa Healy »), comme le surnomment affectueusement de jeunes compatriotes tels que Gari Melchers, Kenyon Cox, Childe Hassam et Julian Alden Weir, est une personnalité de premier plan de la colonie américaine de Paris dans les années 1880.

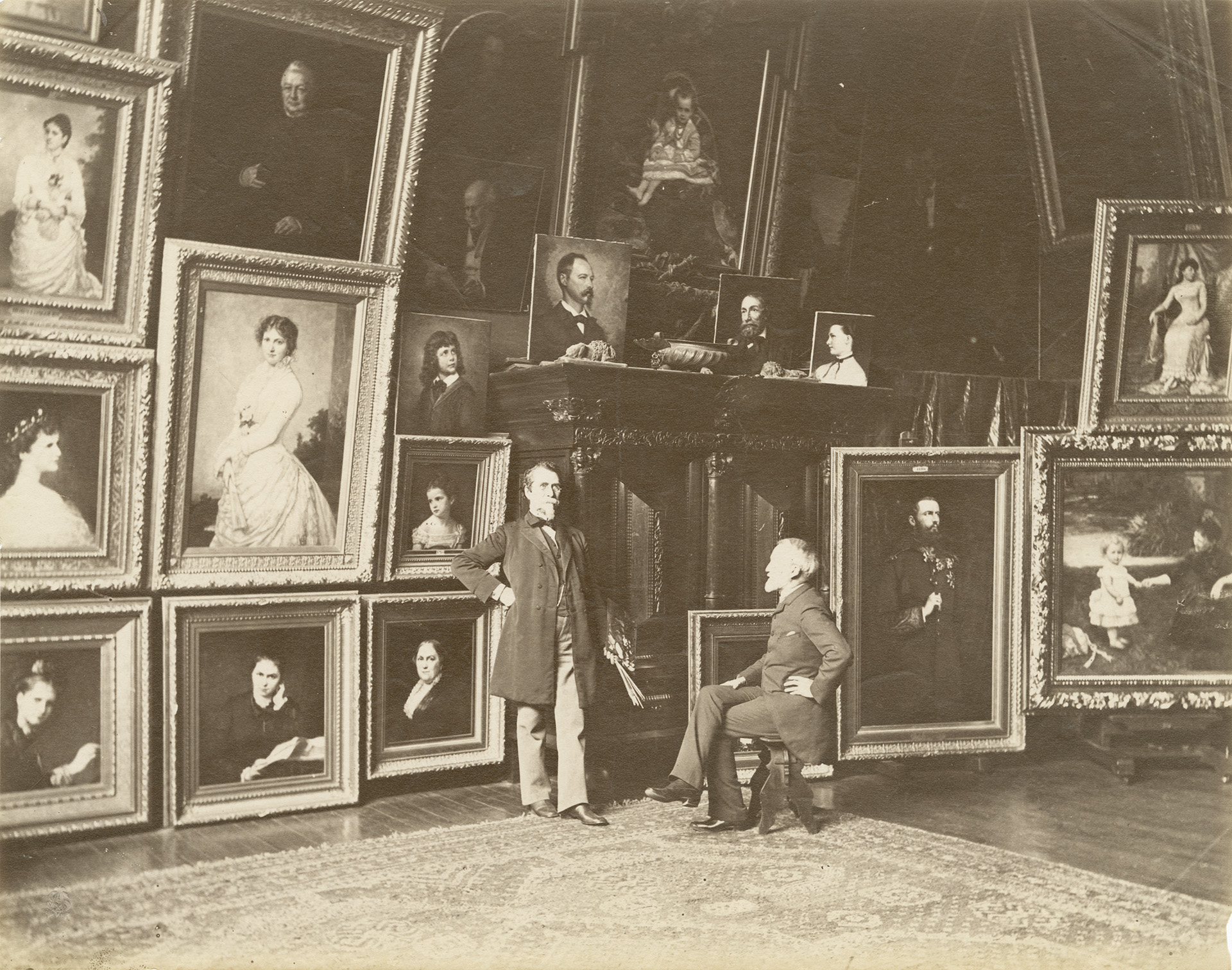
Healy photographié dans son atelier parisien, entre 1885 et 1892, par Edmond Bénard.

En 1889, il est l'un des membres du jury américain de l'Exposition universelle. Il est d'ailleurs le seul artiste de son pays à avoir présenté ses œuvres lors des quatre expositions universelles parisiennes de 1855, 1867, 1878 et 1889. Sa dernière apparition au Salon des artistes français date de 1890. Il y expose les portraits de Jules Simon et de Whitelaw Reid.
Bientôt octogénaire, Healy se sent décliner et décide de passer ses dernières années dans son pays natal. Avec sa femme, il quitte ainsi Paris en février 1892 et embarque le mois suivant. De retour à Chicago, il s'y établit définitivement dans une maison située au 387 Ontario Street, avec un atelier sur Huron Street, près de State Street. Affaibli par une mauvaise chute, il y meurt le 24 juin 1894, à l'âge de 80 ans. Il est inhumé au Calvary Catholic Cemetery d'Evanston, dans la banlieue nord de Chicago.
Au cours d'une carrière dépassant six décennies, Healy aurait peint plus de 800 portraits. Il avait l'habitude de réaliser des répliques de ses commandes les plus prestigieuses. De son vivant, il fit don d'une quarantaine de portraits à la Newberry Library, fondée à Chicago en 1887, et de 76 autres œuvres à un hôpital psychiatrique, l'Illinois Eastern Hospital for the Insane de Kankakee (Illinois) (collection partiellement transférée en 1971 à l'Illinois State Museum).

## Sélection de tableaux

### Présidents des États-Unis
Outre les copies des effigies des quatre premiers présidents réalisées à la demande de Louis-Philippe, Healy a portraituré entre 1842 et 1884 une douzaine d'autres locataires de la Maison-Blanche, anciens ou en exercice, d'après nature ou d'après d'autres portraits. En  1857, le Congrès des États-Unis a ainsi commandé à l'artiste une série de portraits d'anciens présidents destinée à la Maison-Blanche.
Par ordre de mandat :

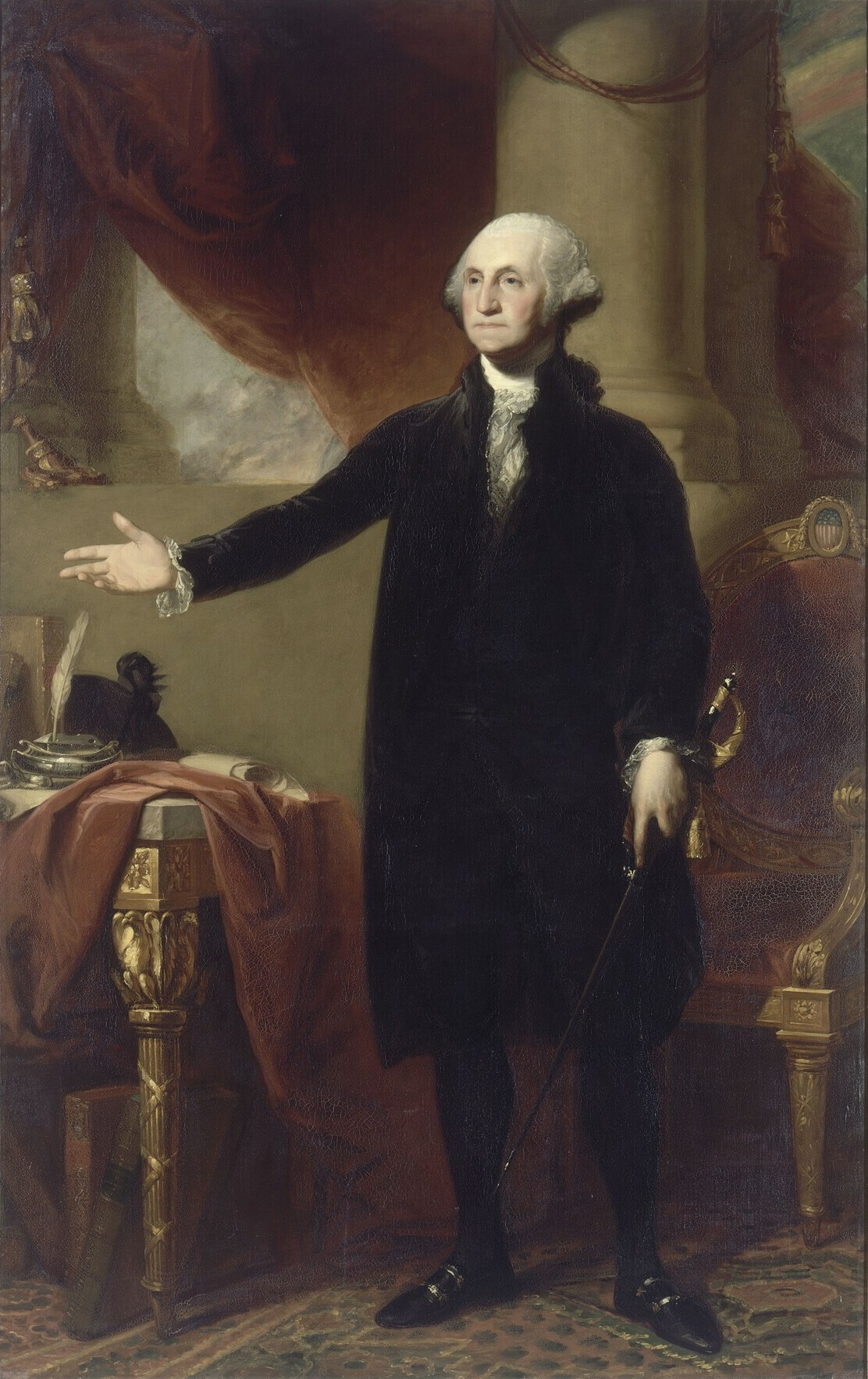
George Washington (d'après Stuart), 1843
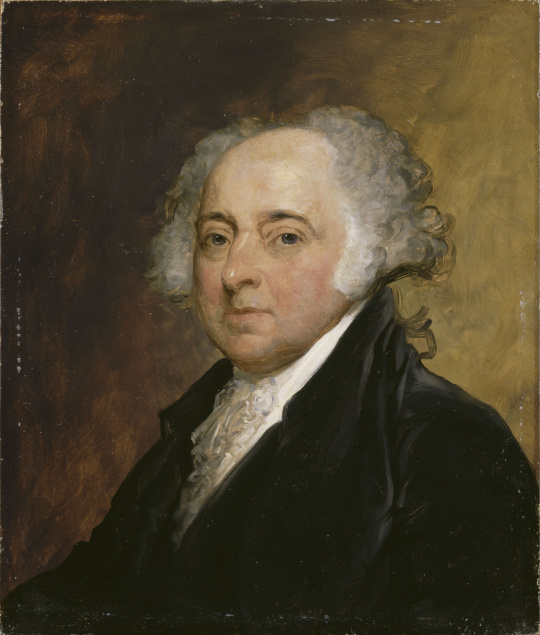
John Adams (d'après Stuart), 1847
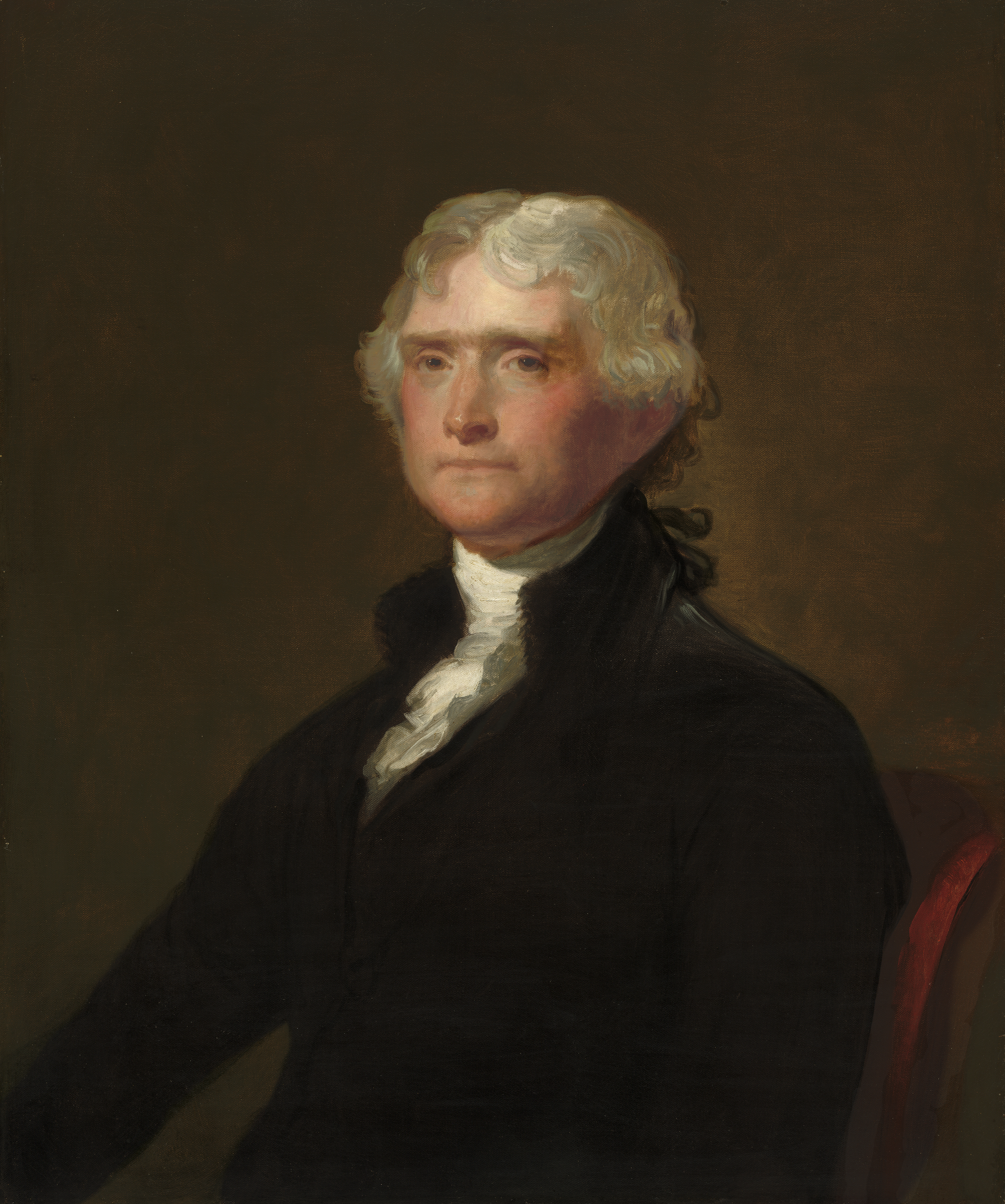
Thomas Jefferson (d'après Stuart), 1848
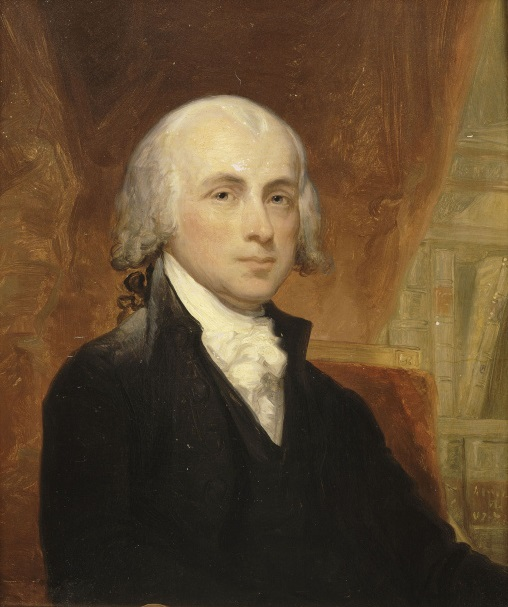
James Madison (d'après Stuart), 1847
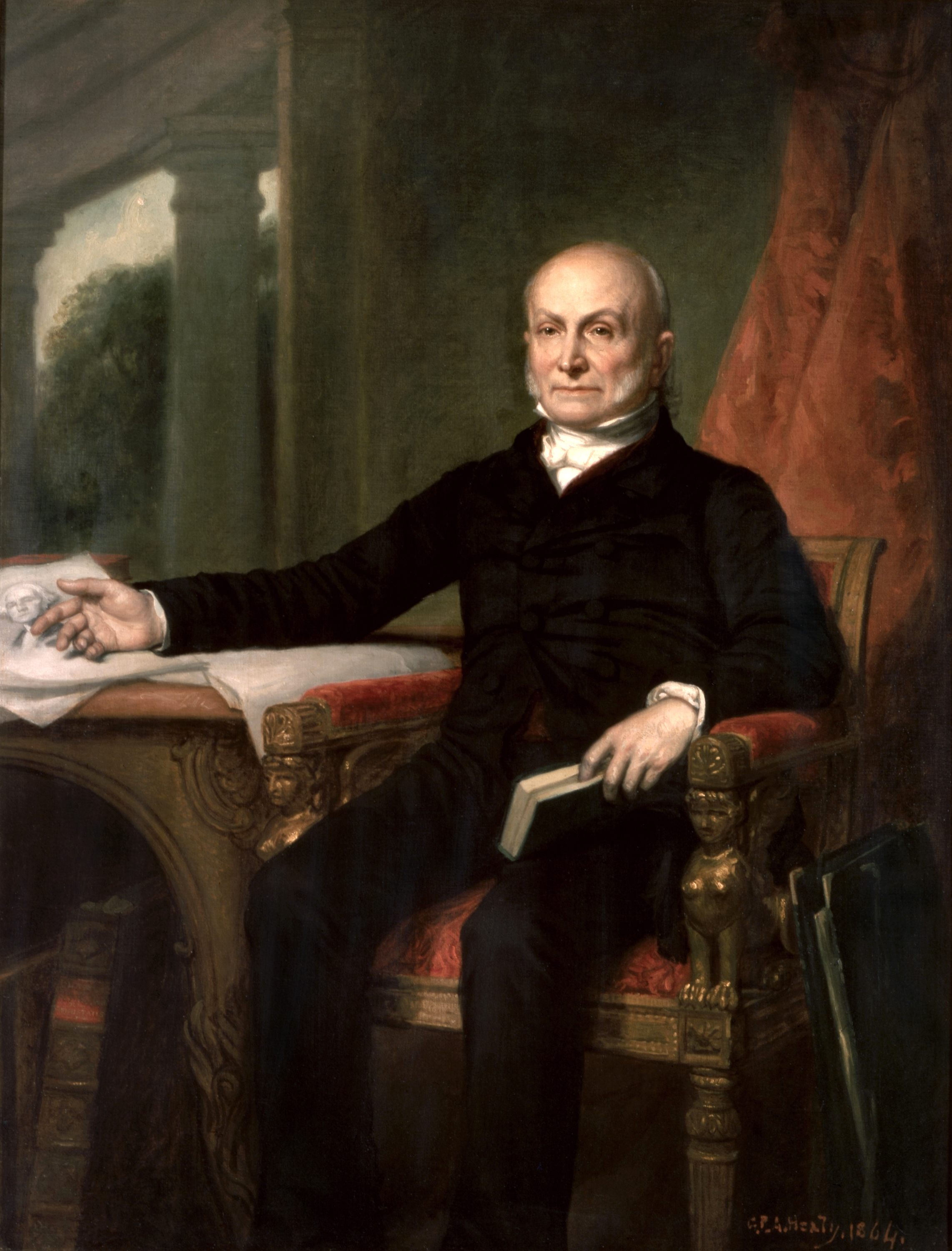
John Quincy Adams, 1858
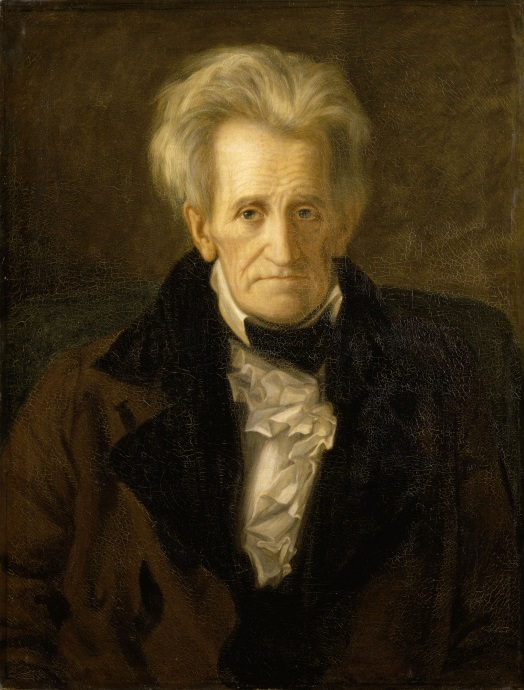
Andrew Jackson, 1847 (première version en 1845)
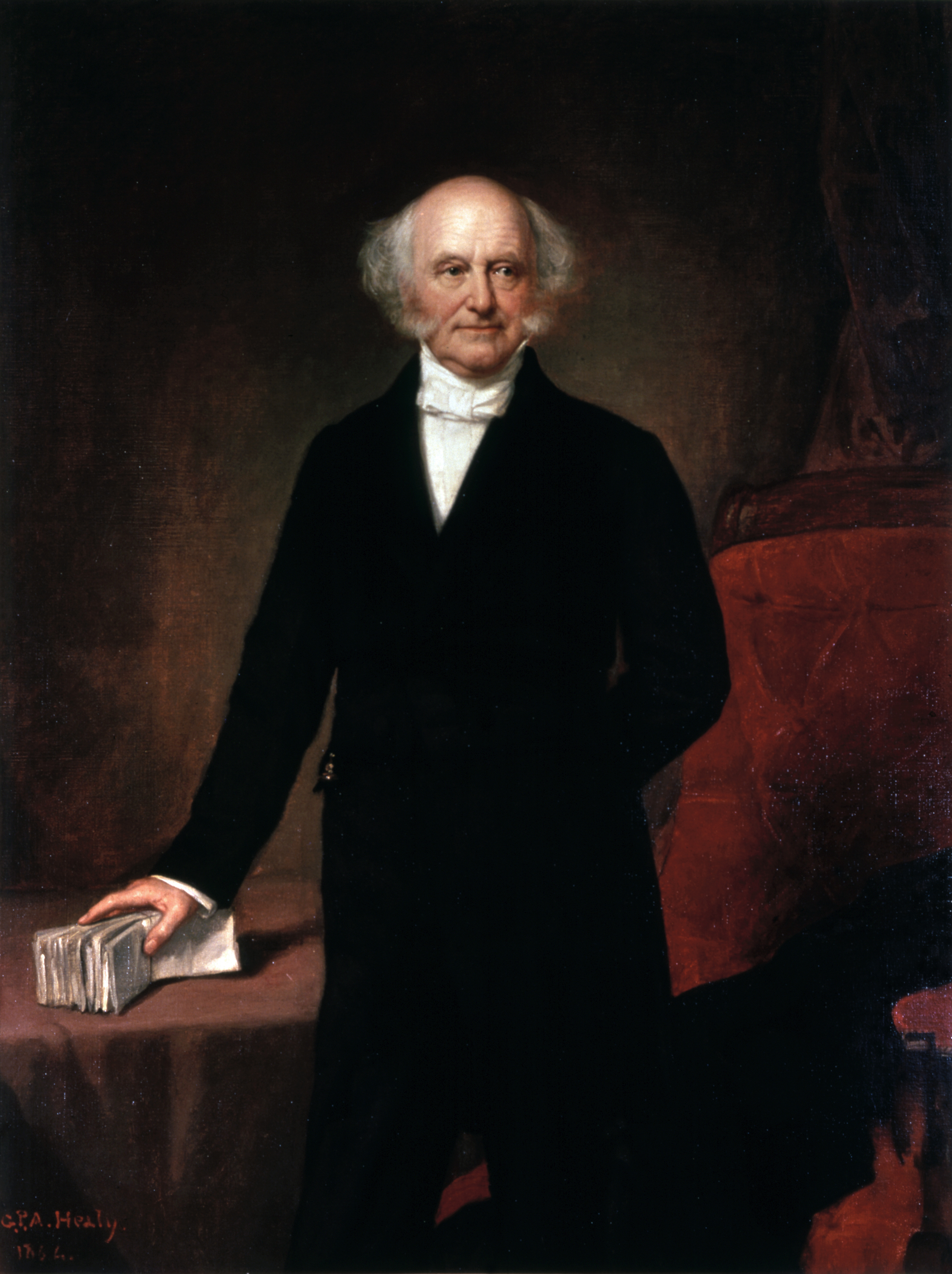
Martin Van Buren, 1858
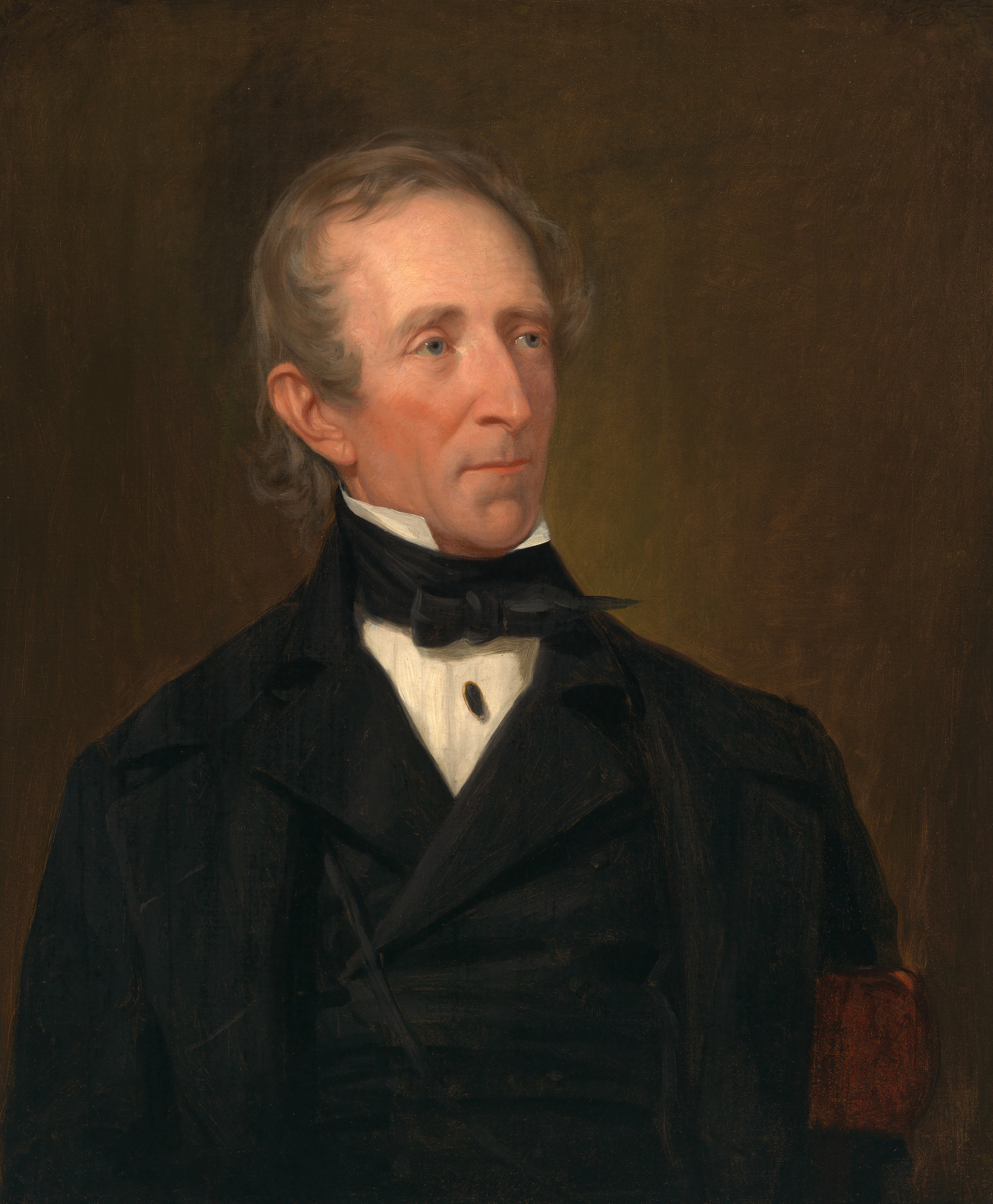
John Tyler, 1842
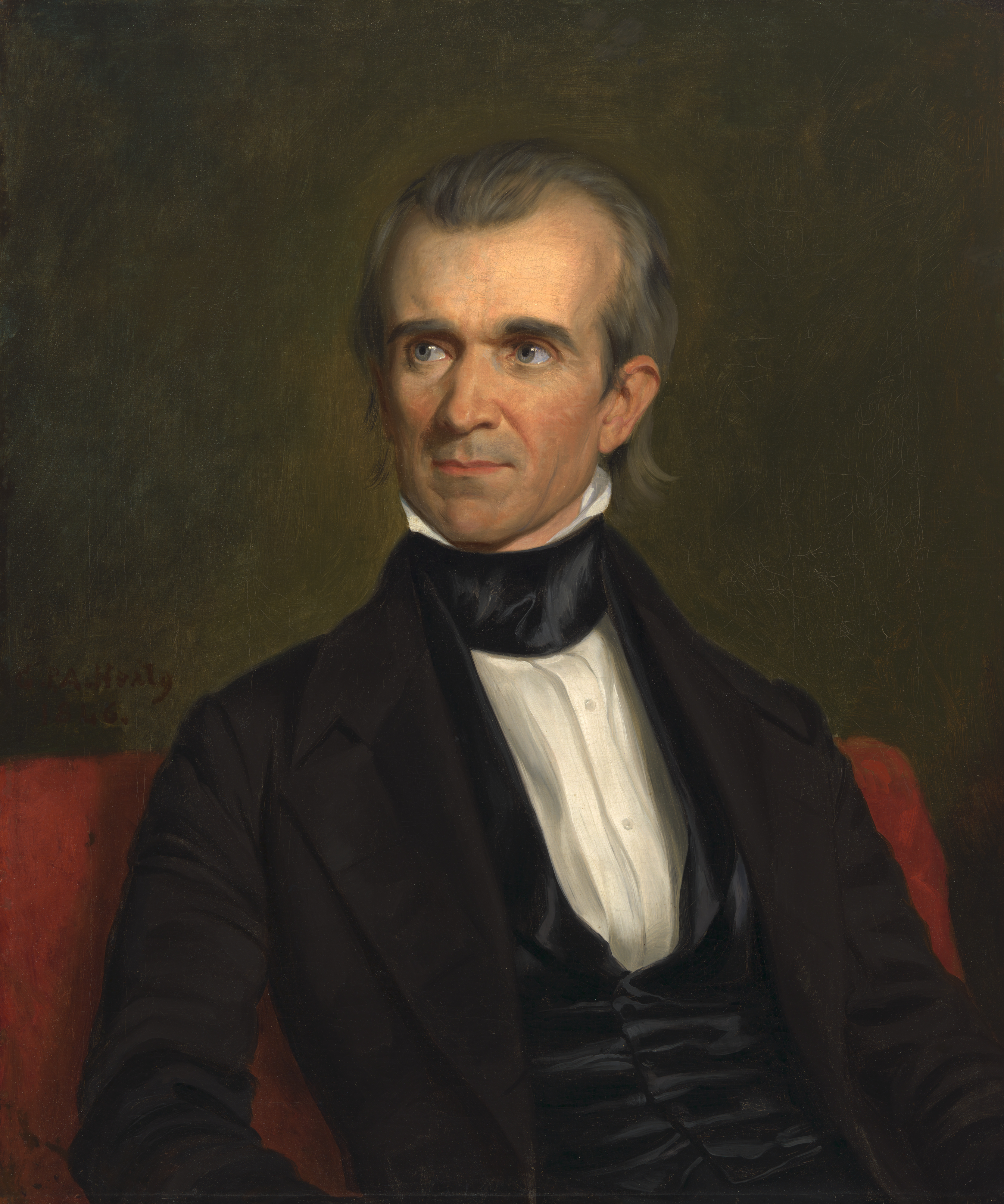
James K. Polk, 1846
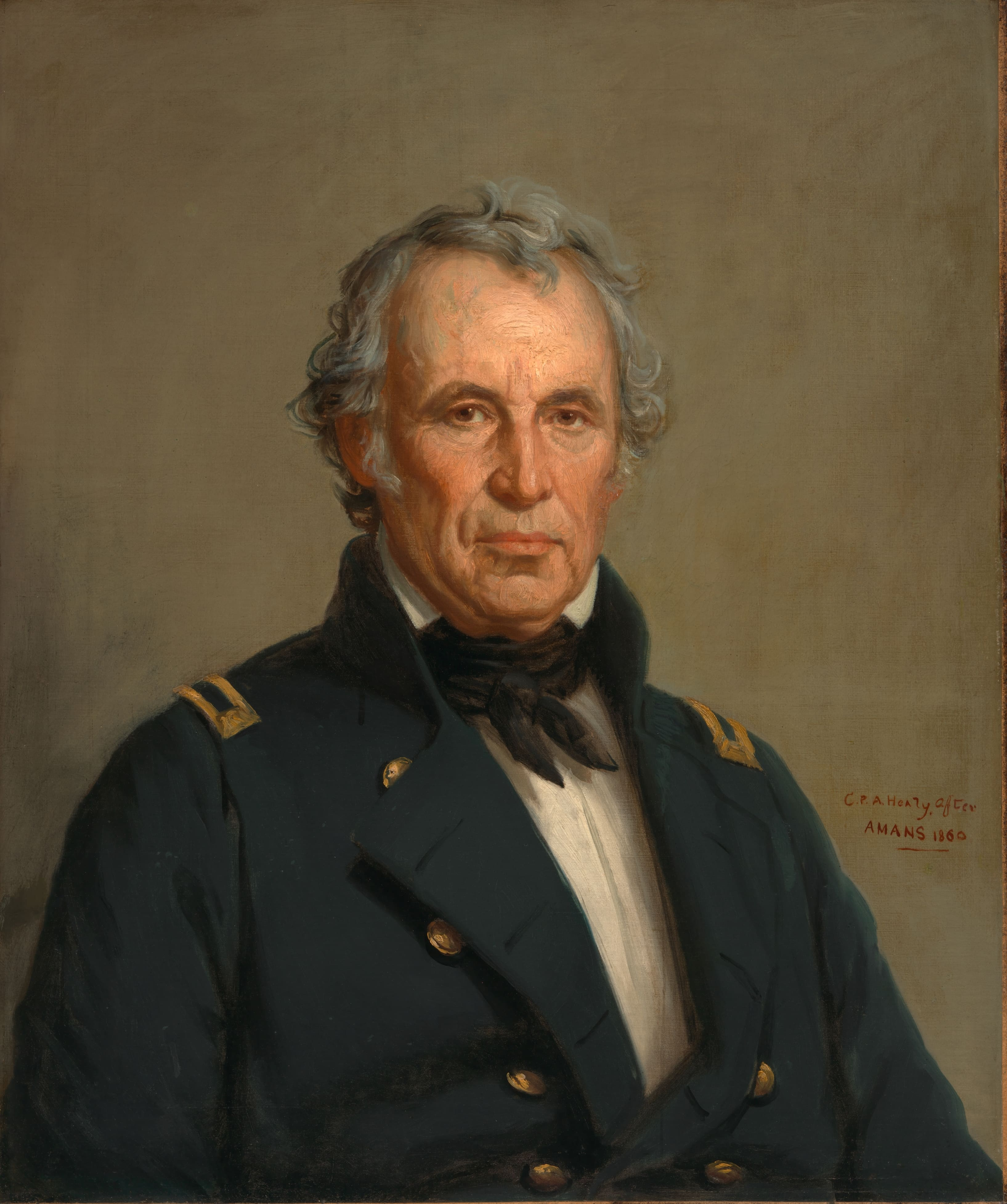
Zachary Taylor (d'après Amans), 1860
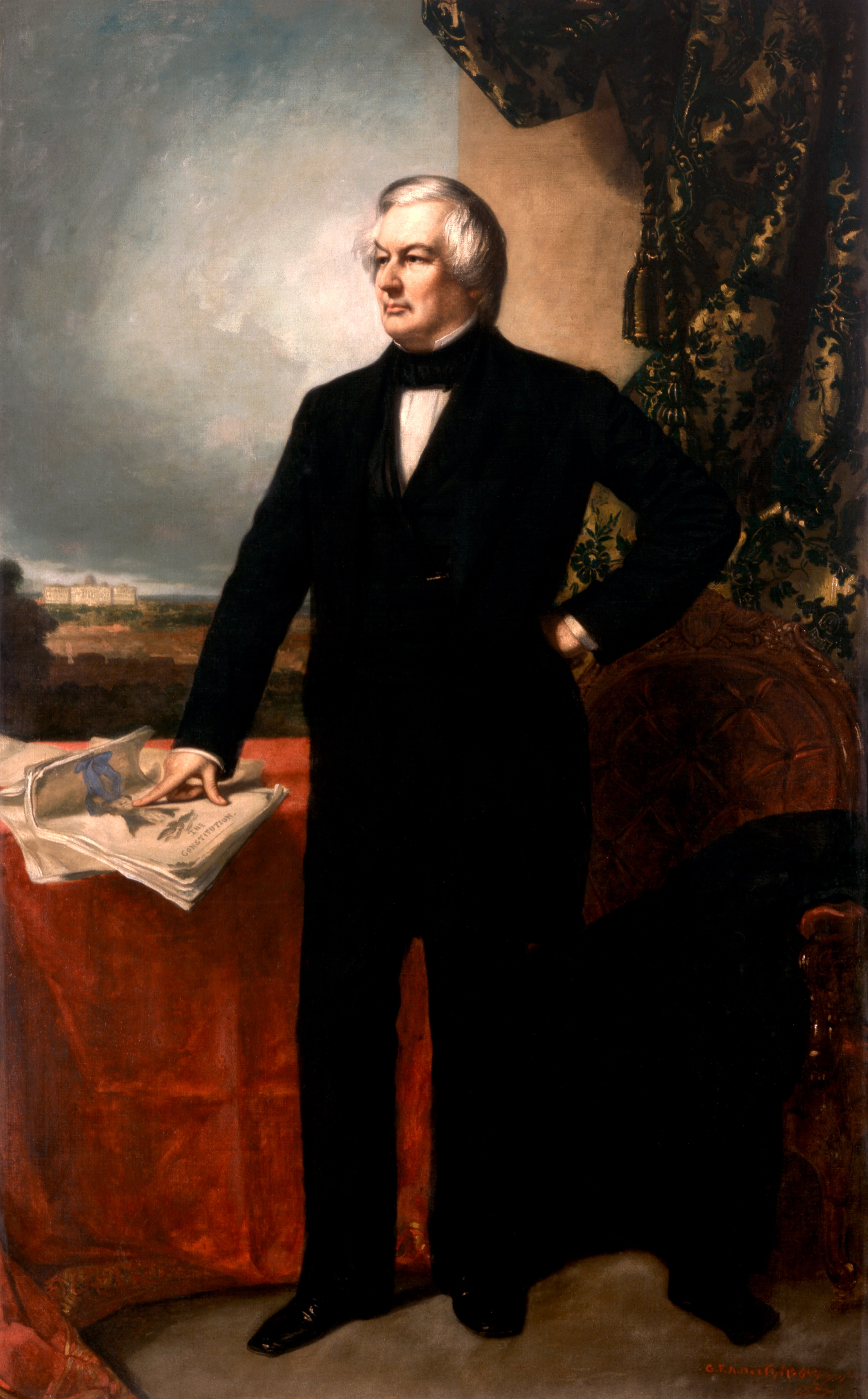
Millard Fillmore, 1857
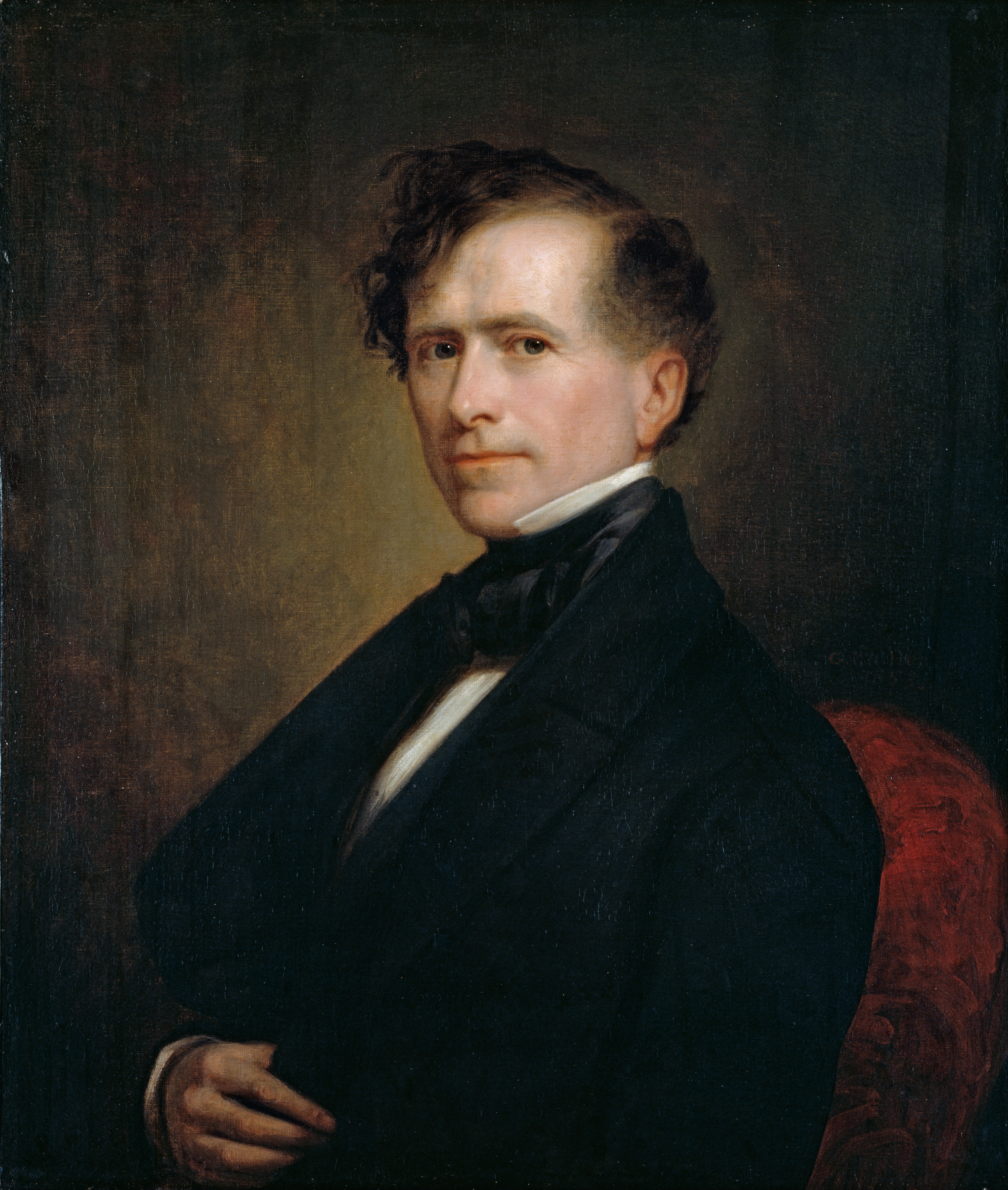
Franklin Pierce, 1853
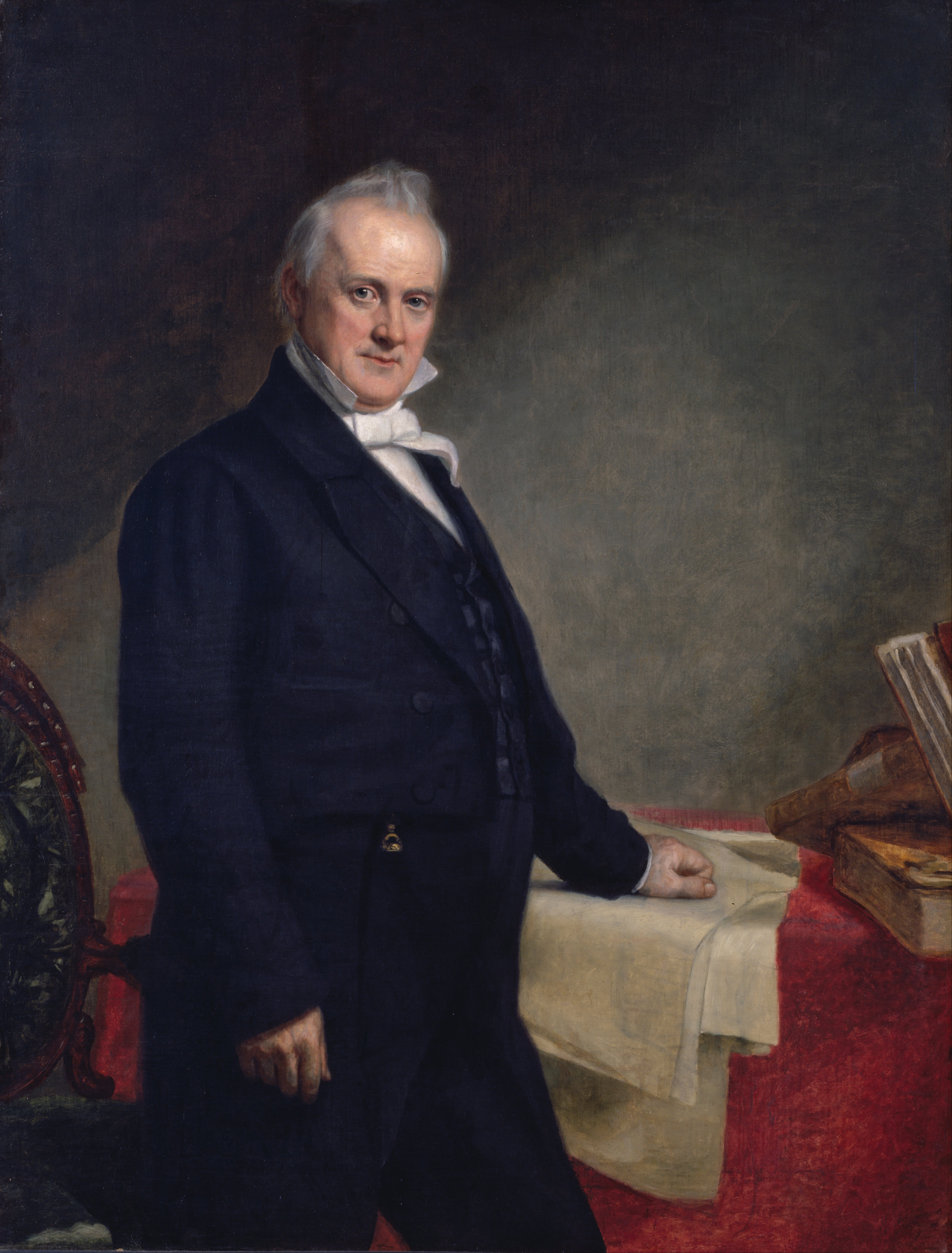
James Buchanan, 1859
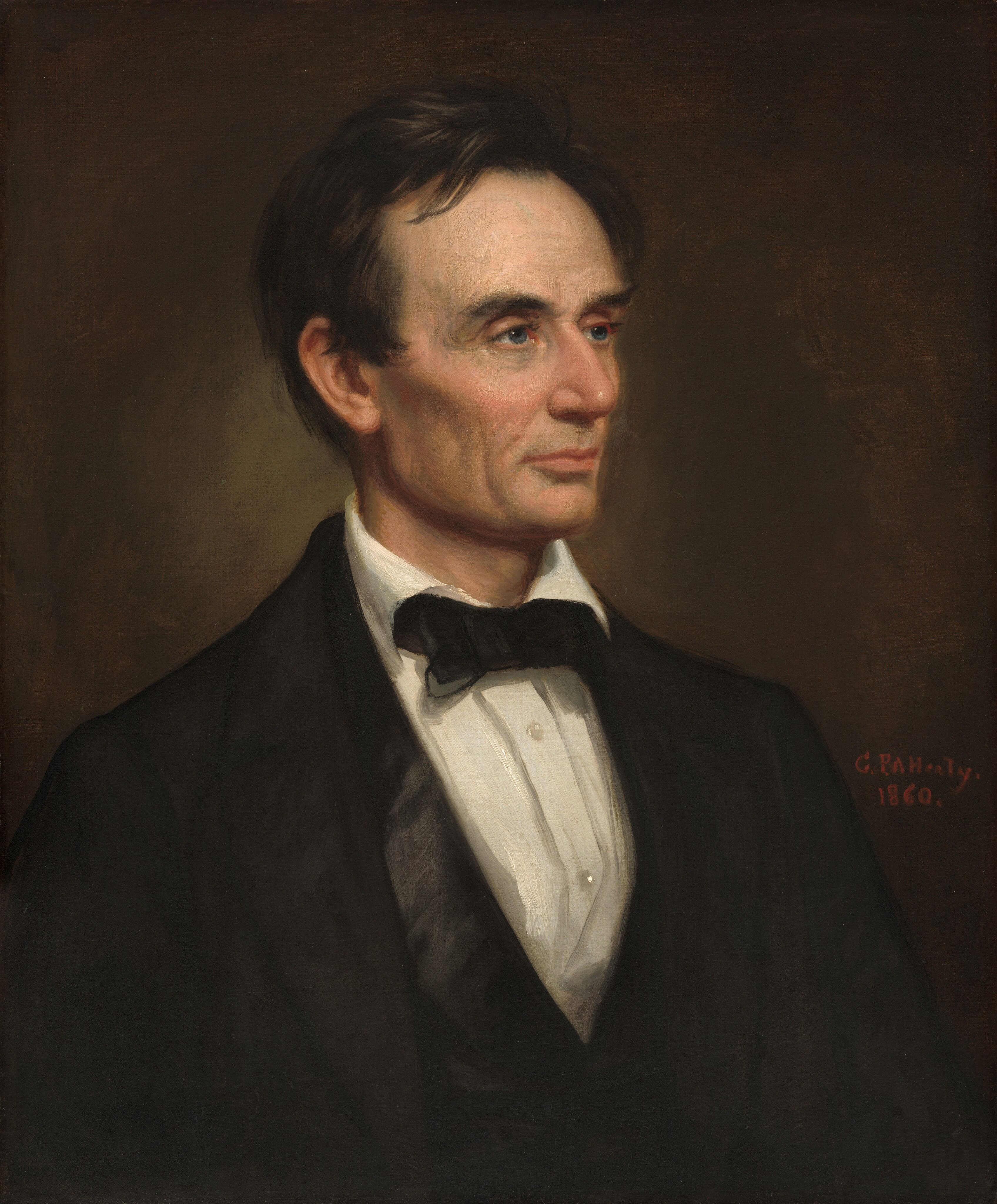
Abraham Lincoln, 1860
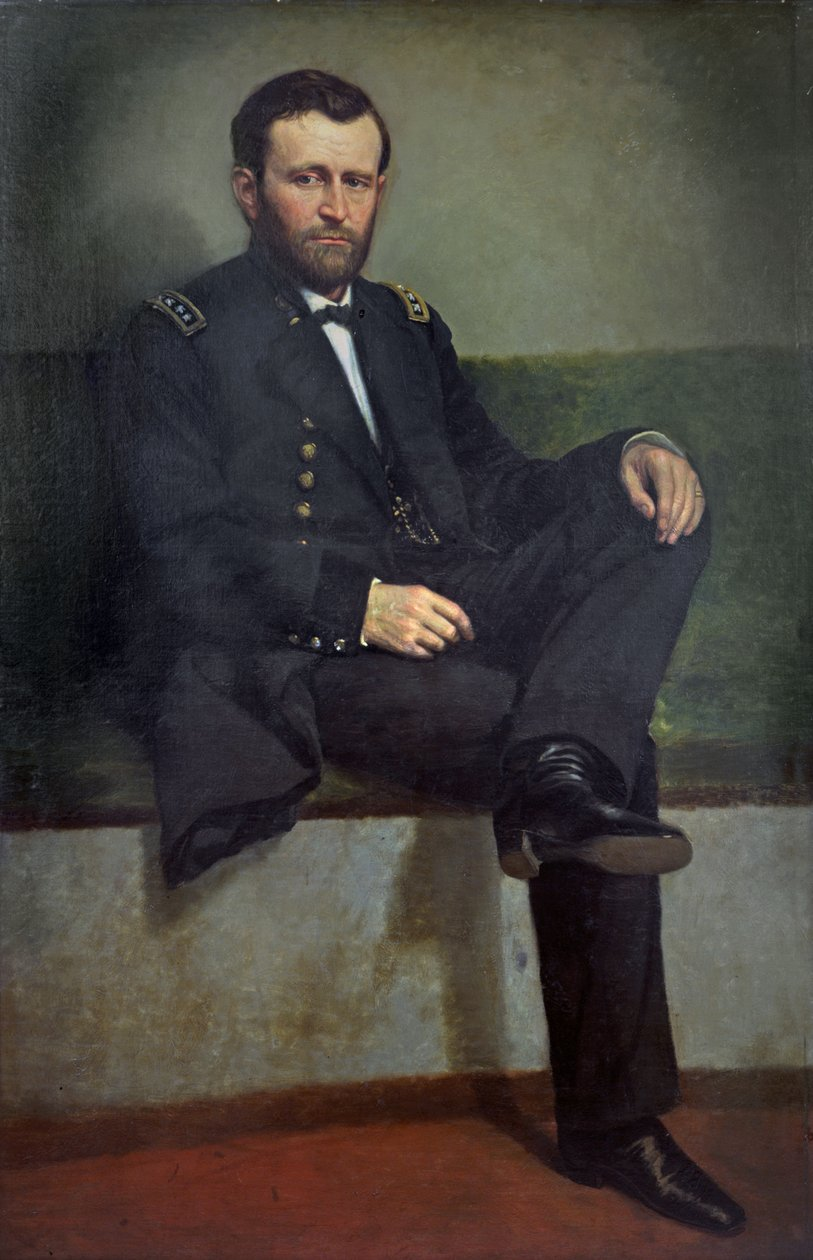
Ulysses S. Grant, vers 1868
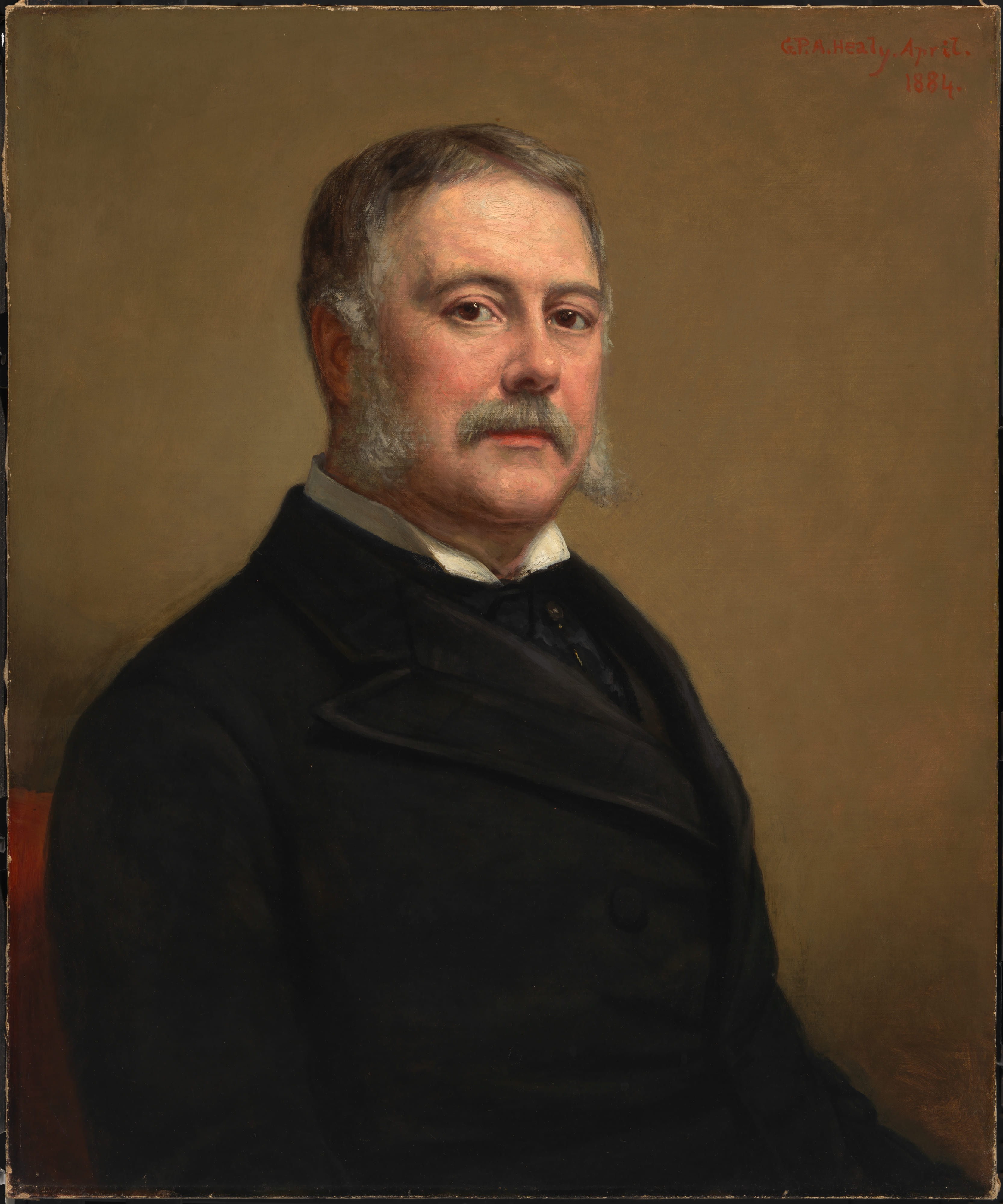
Chester A. Arthur, 1884

### Autres personnalités

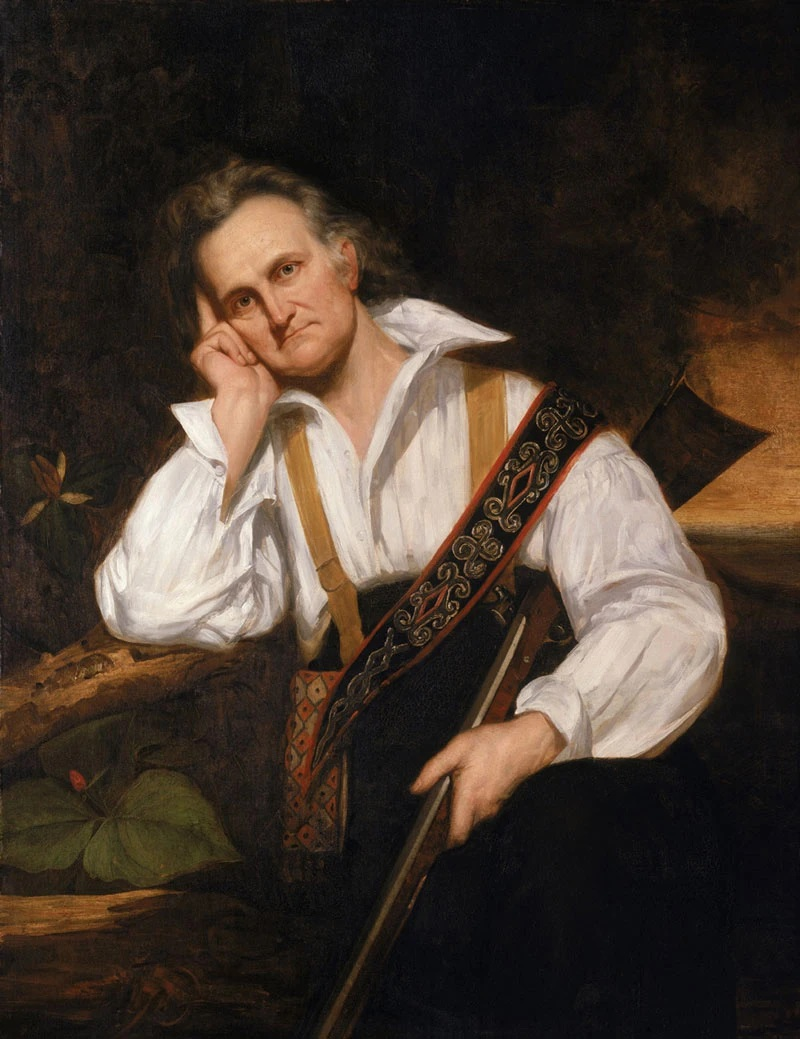
Jean-Jacques Audubon, 1838
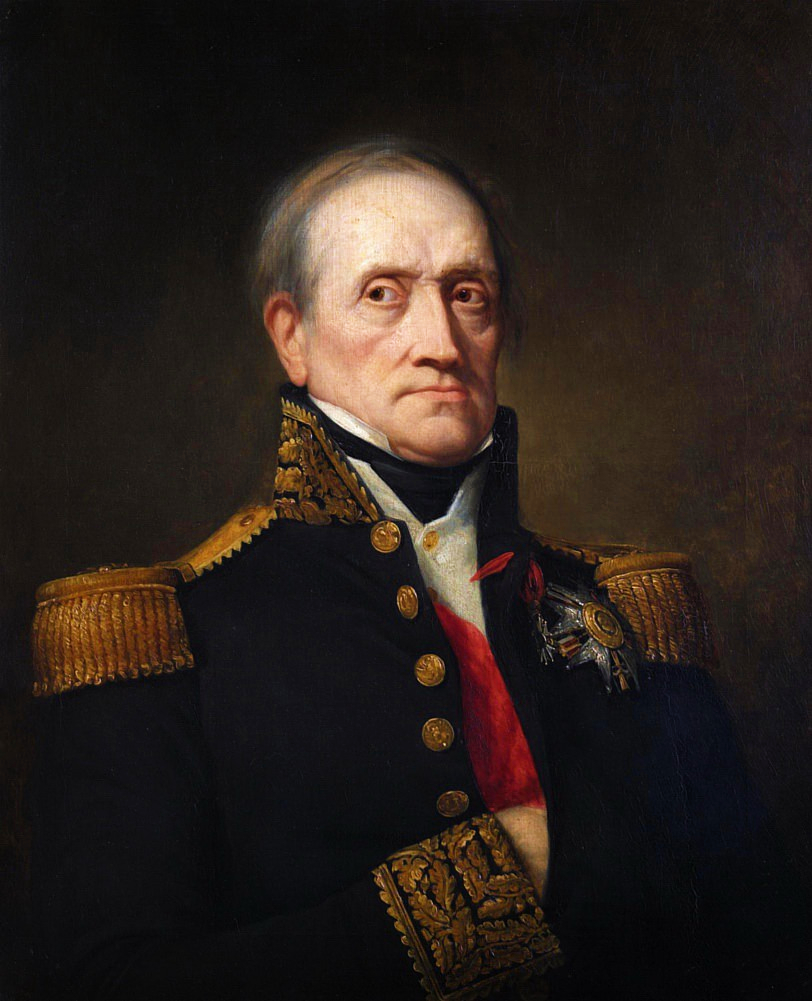
Maréchal Soult, 1840
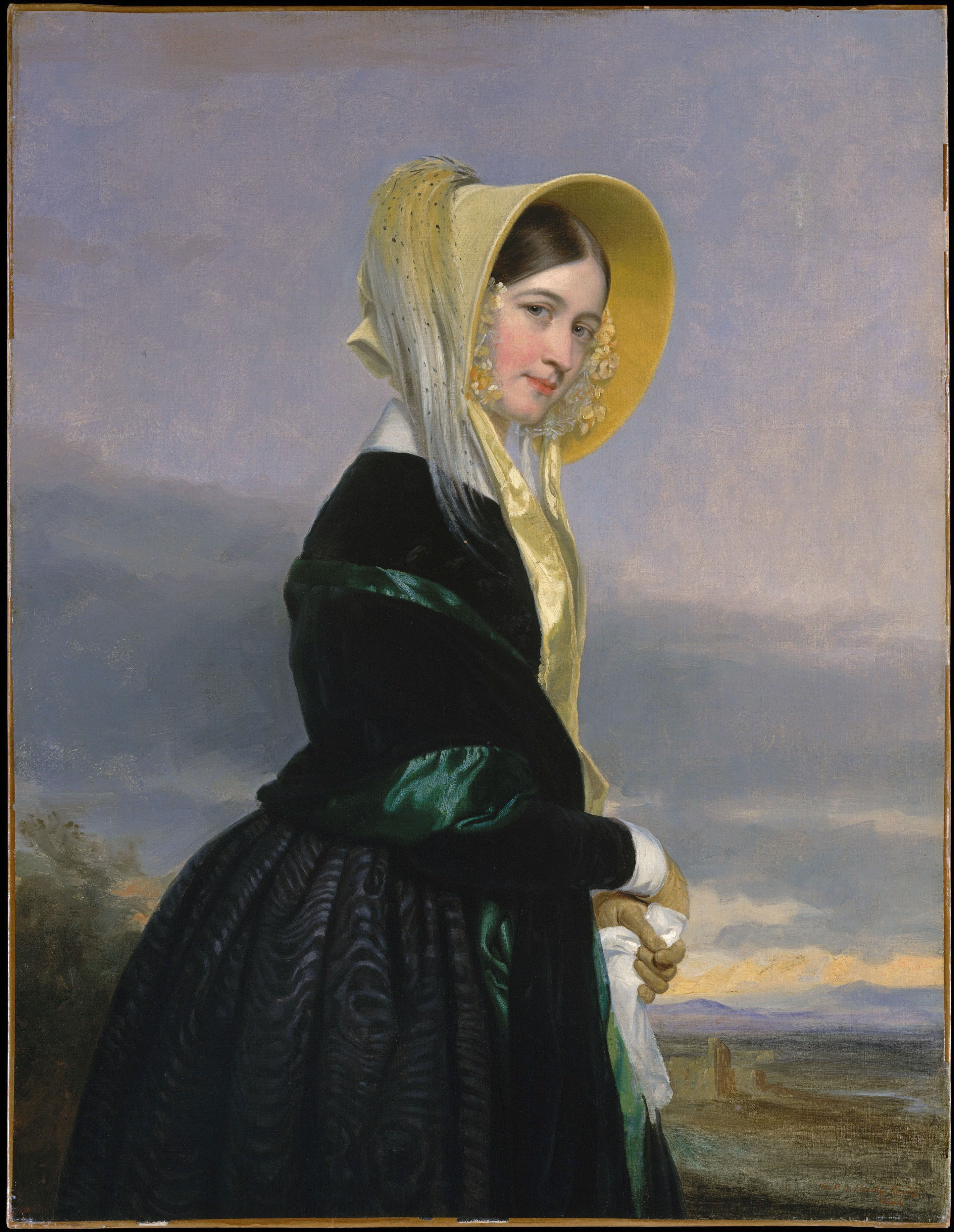
Euphemia White Van Rensselaer, 1842
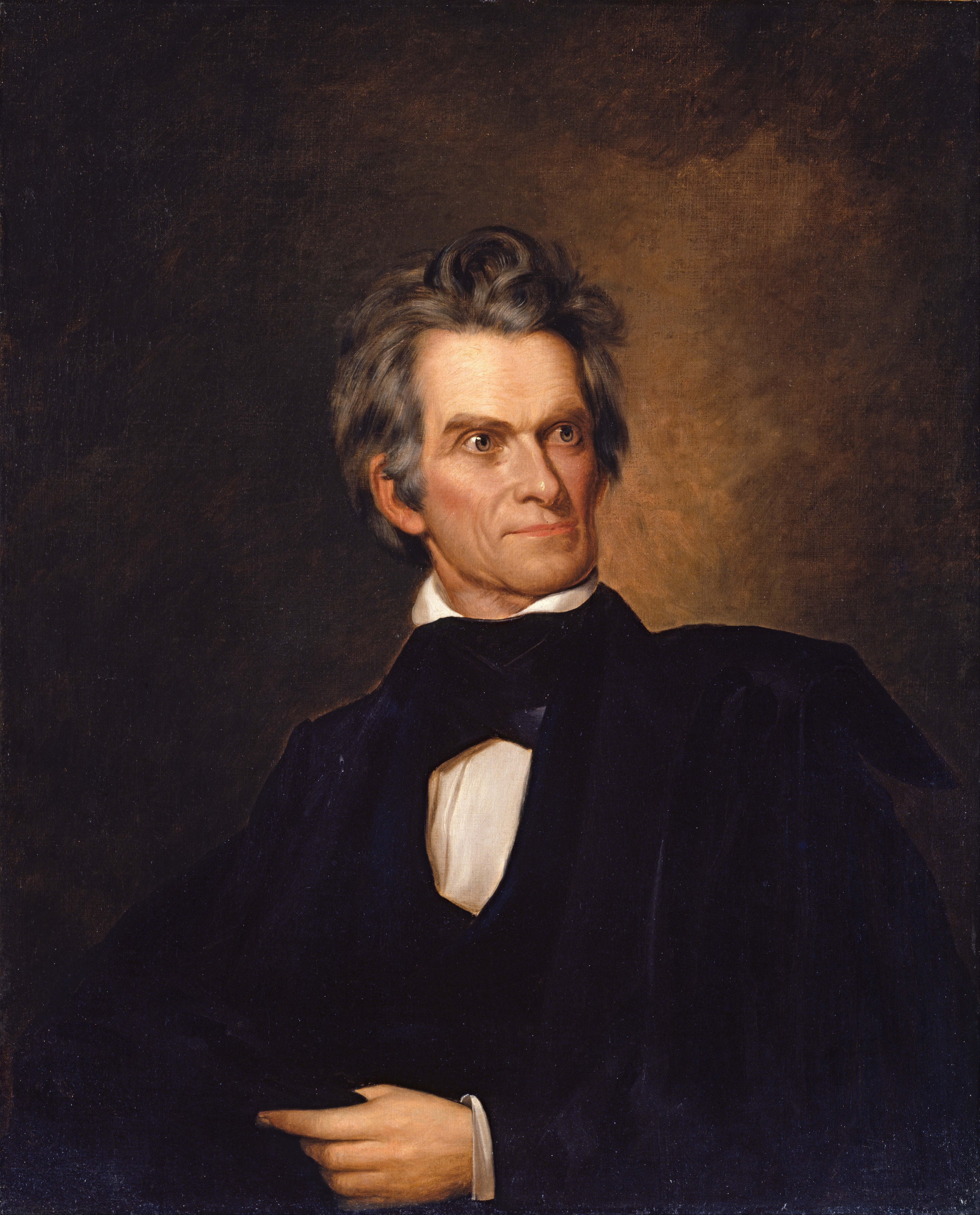
John Caldwell Calhoun, vers 1845
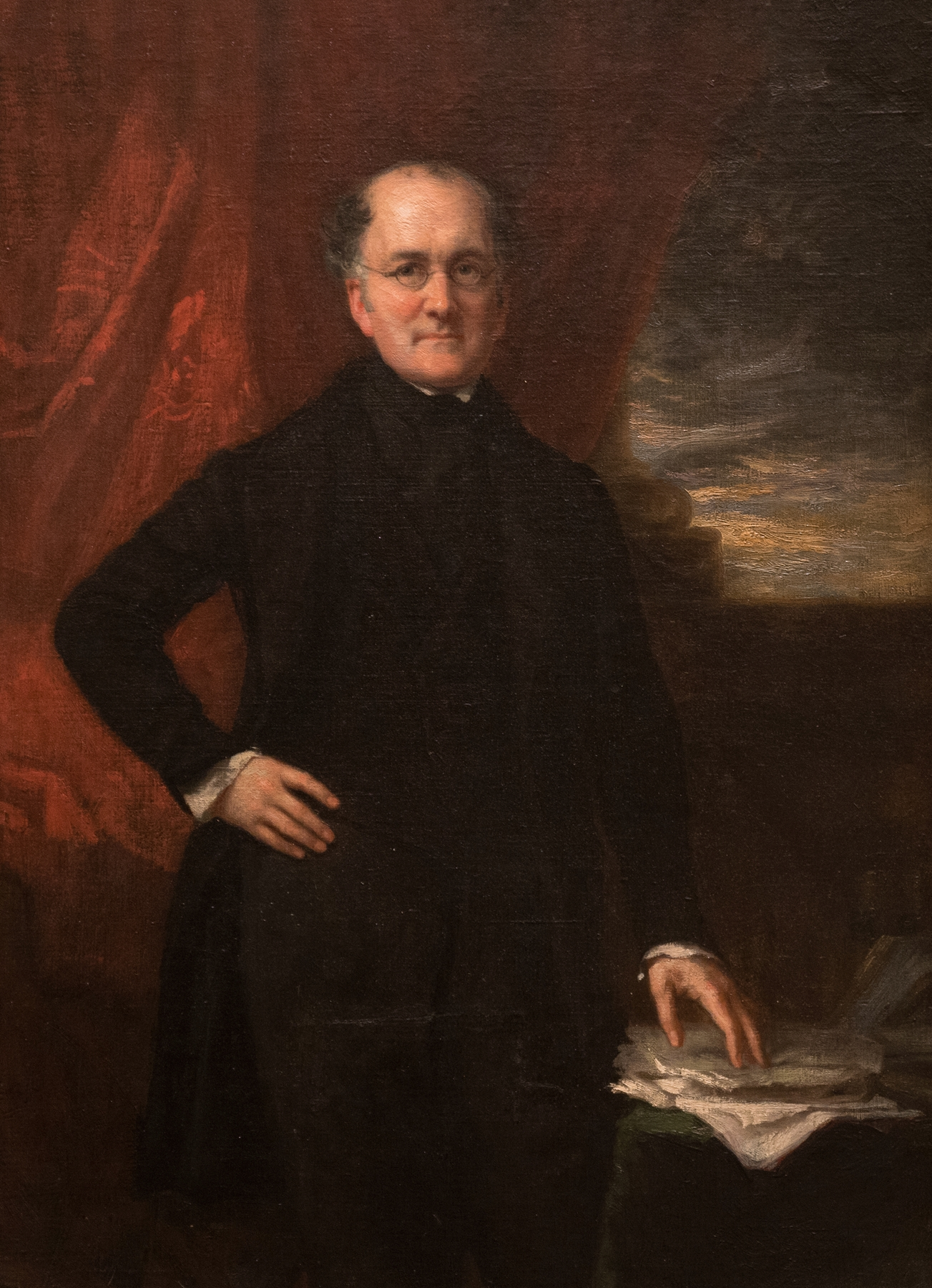
James Lenox, 1851
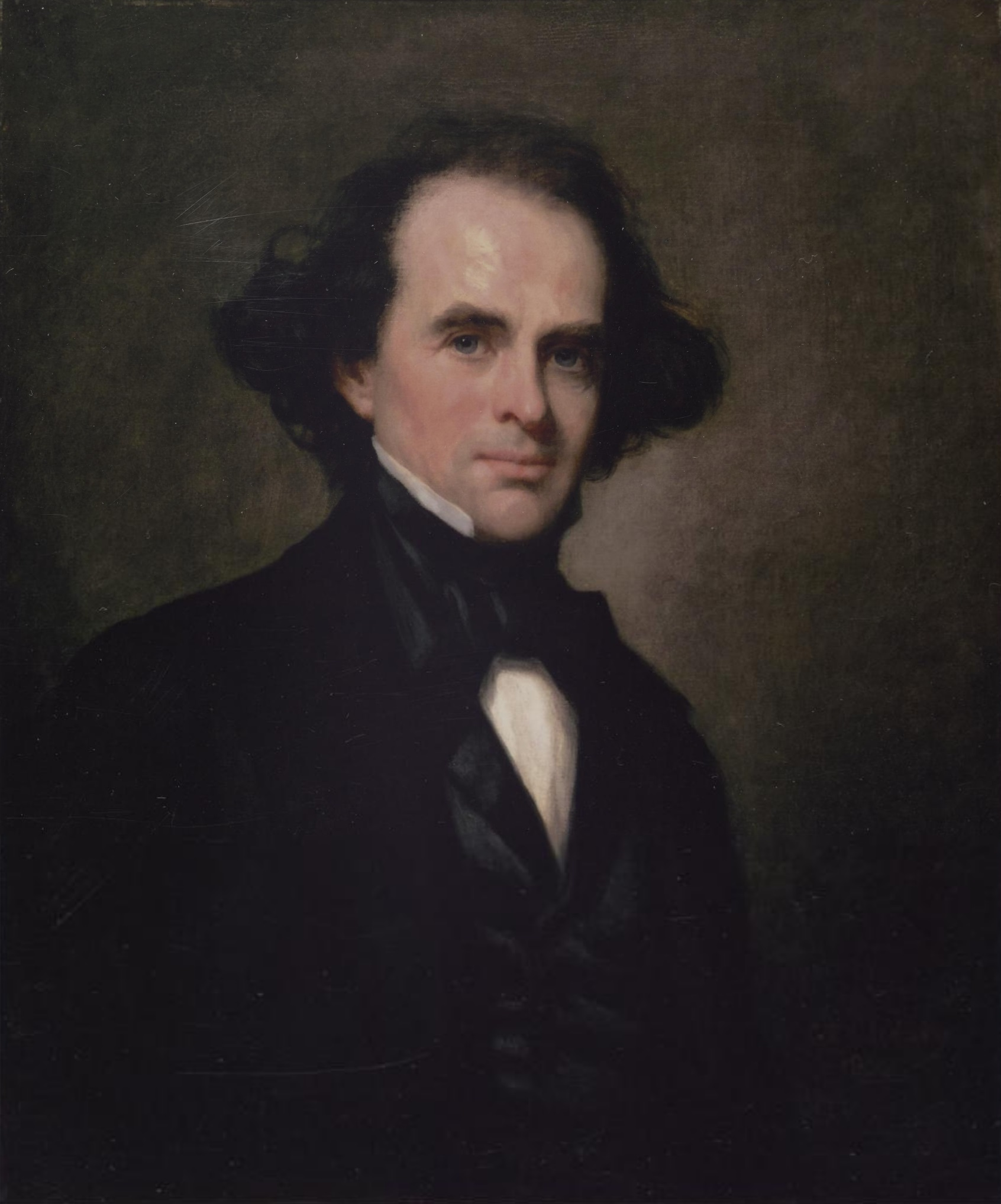
Nathaniel Hawthorne, 1852
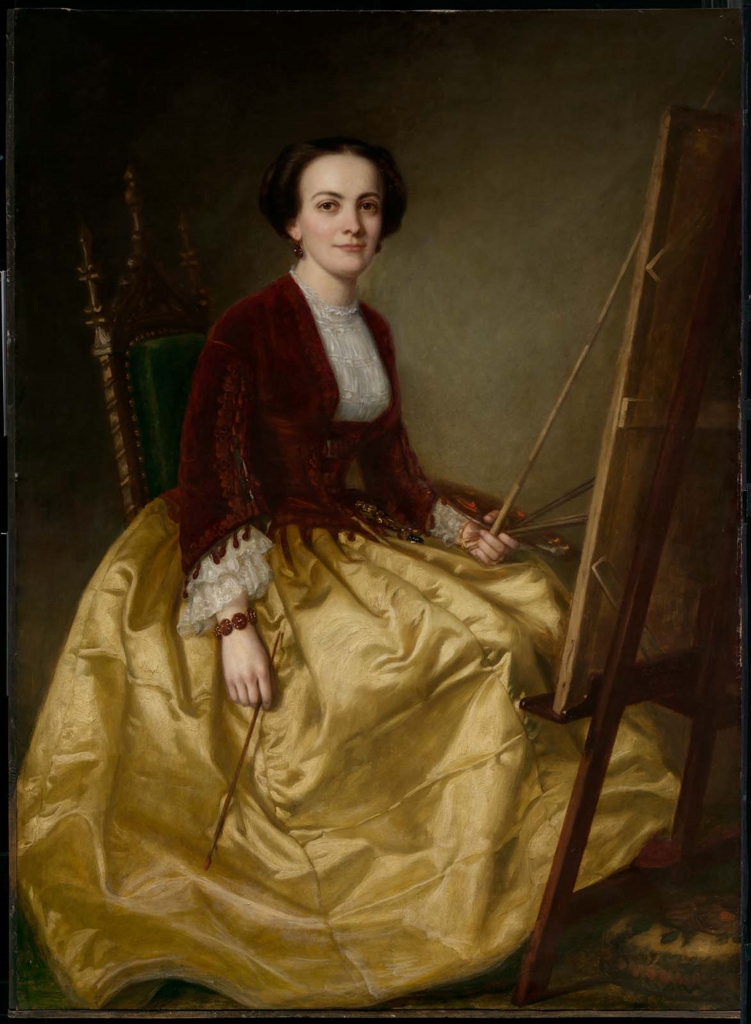
Anna Chadbourne Morey, 1854
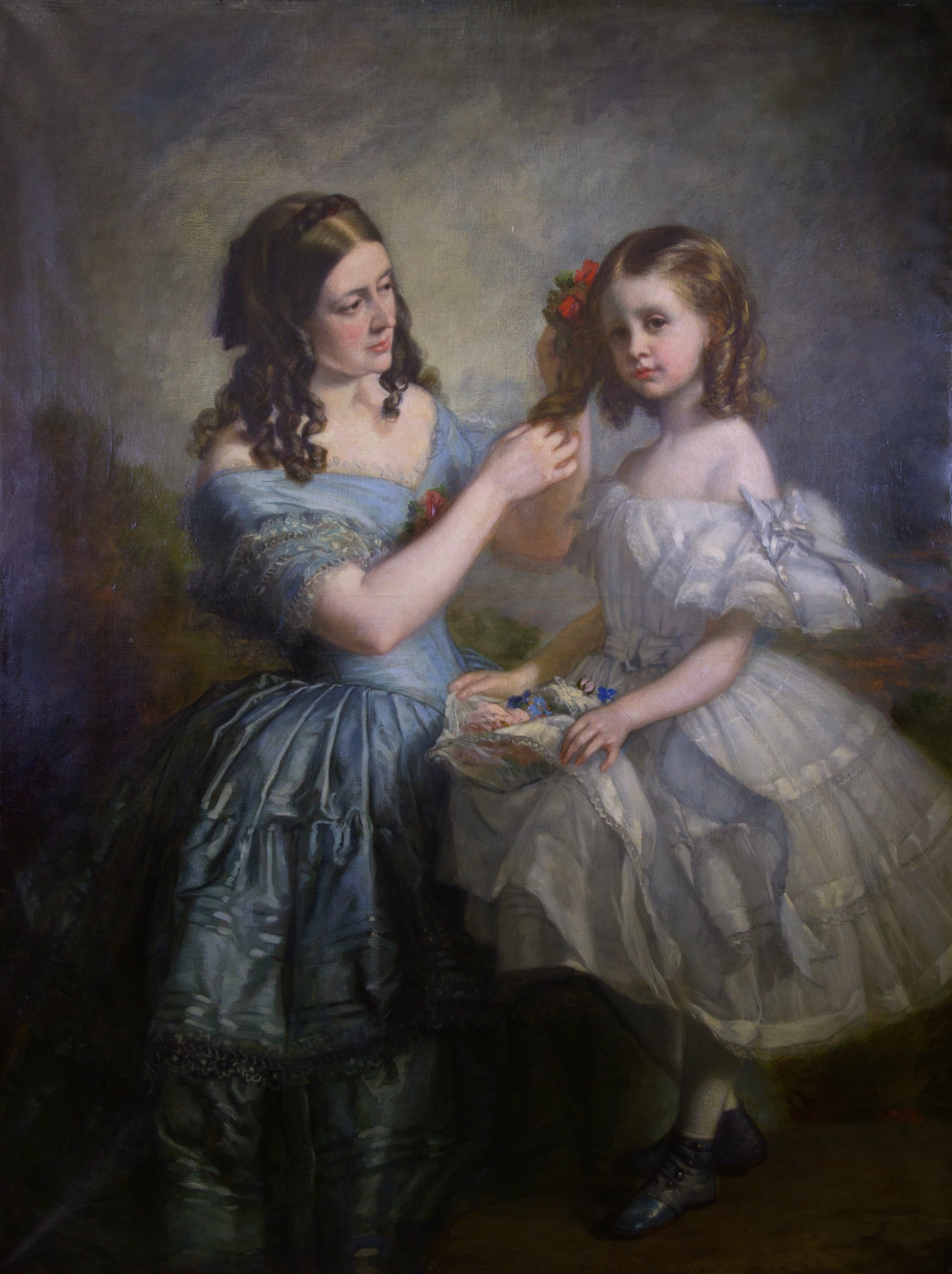
Jane Thorn, baronne de Pierres, et sa fille, 1855
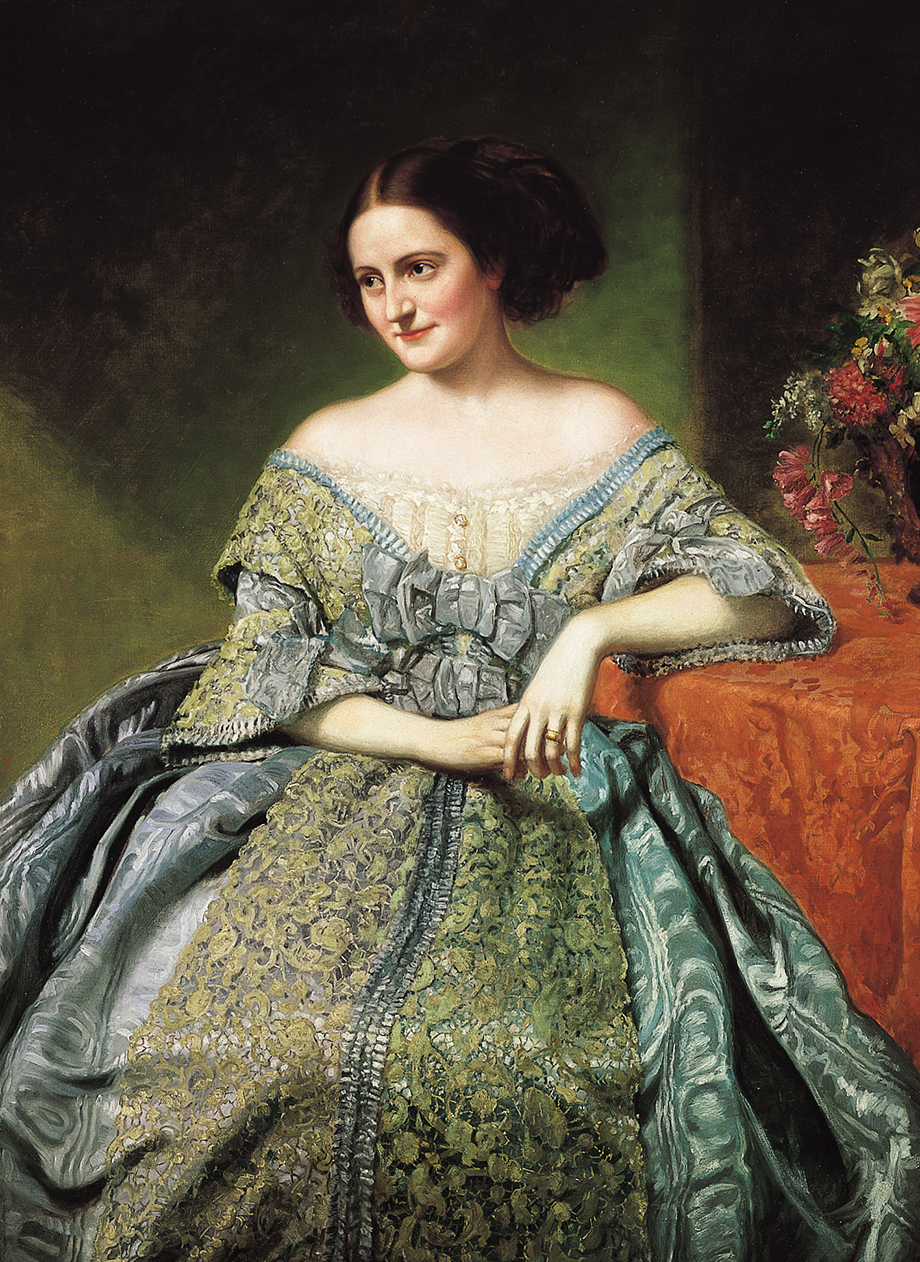
Sallie Ward, 1860
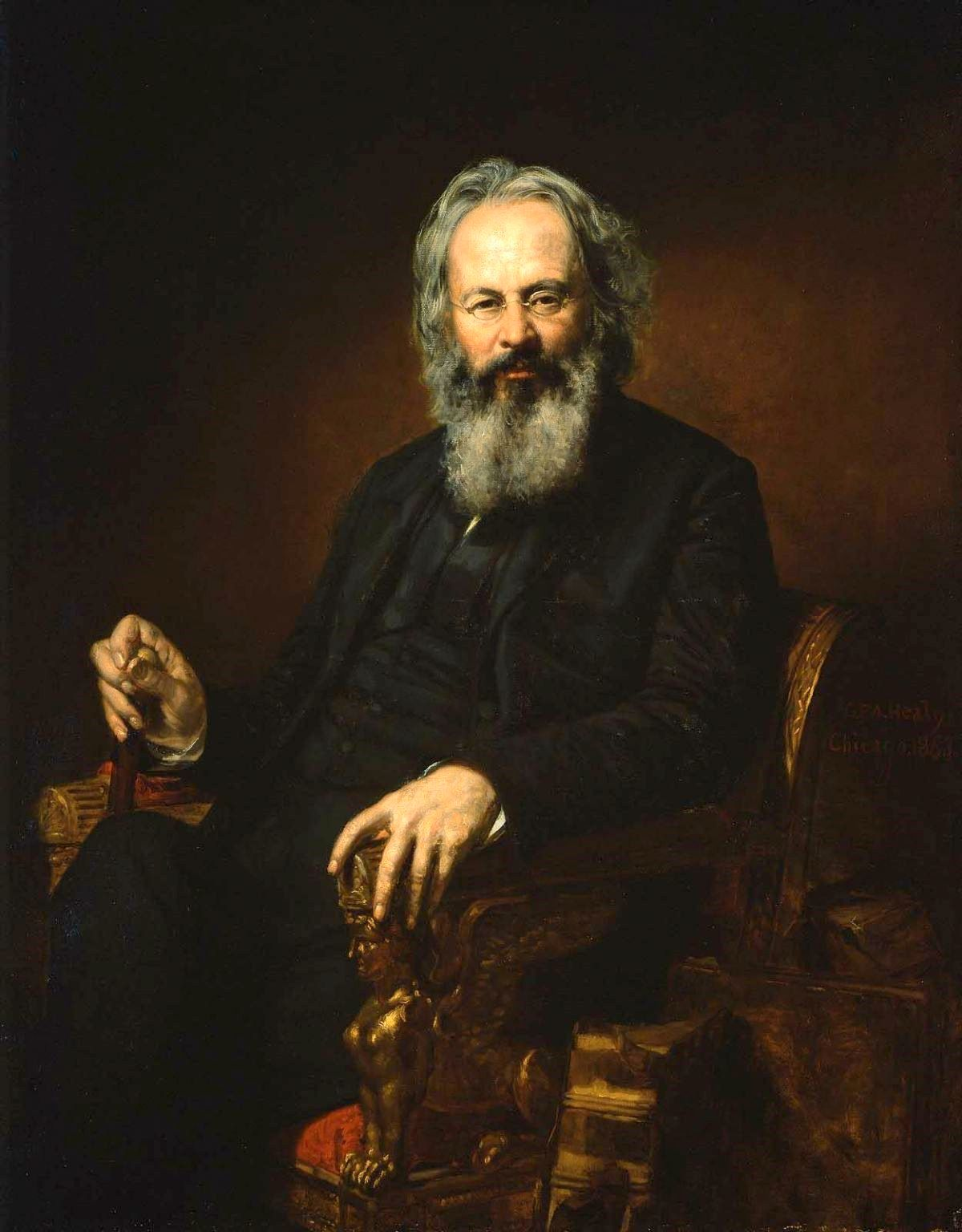
Orestes Brownson, 1863
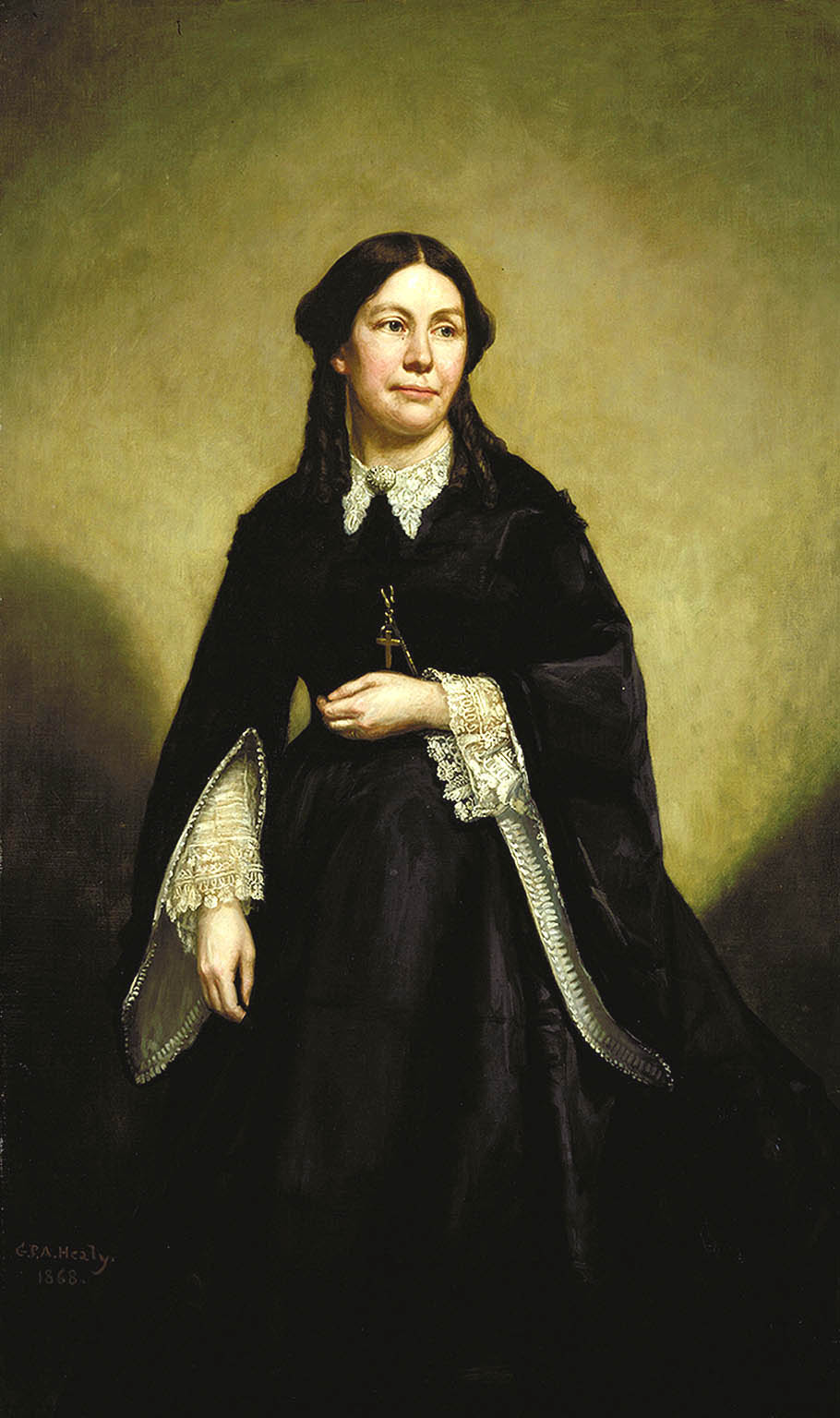
Ellen Ewing Sherman, 1868
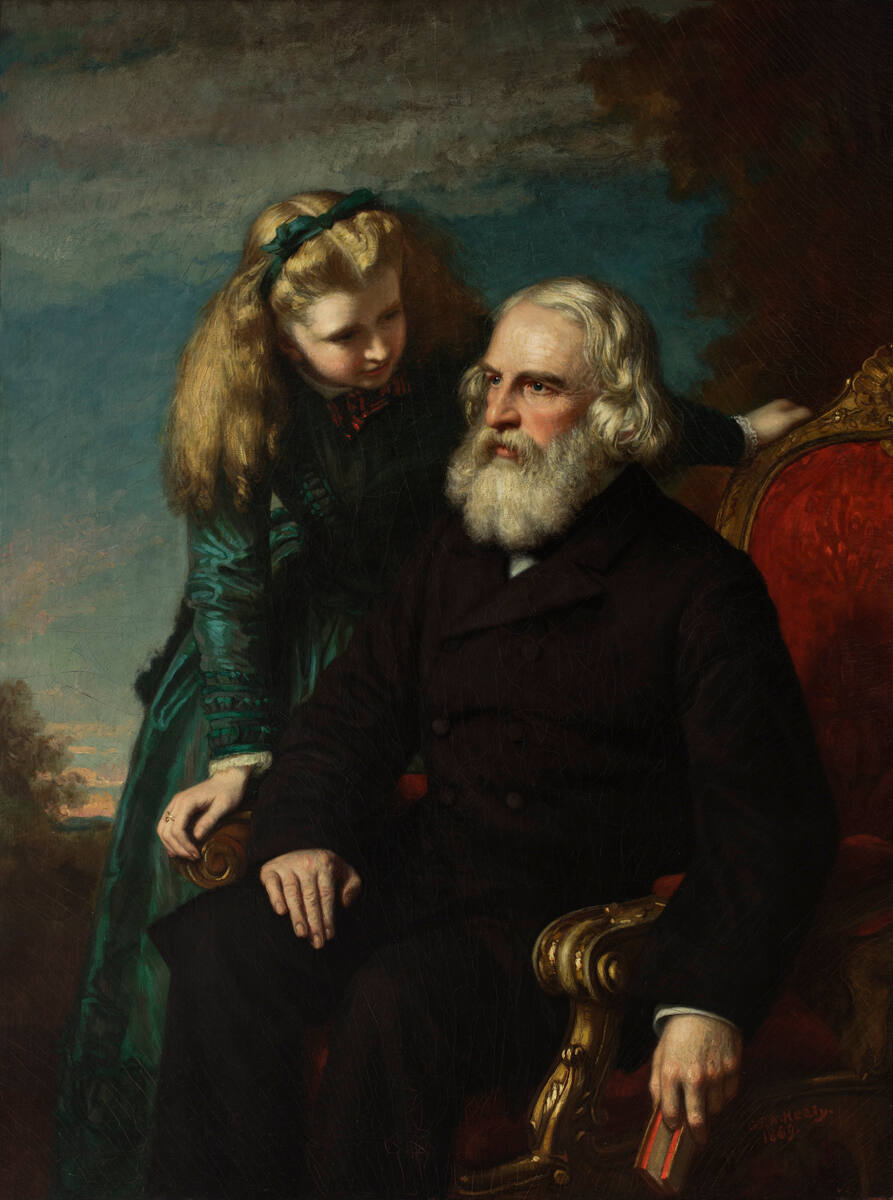
Henry Longfellow et sa fille Edith, 1869
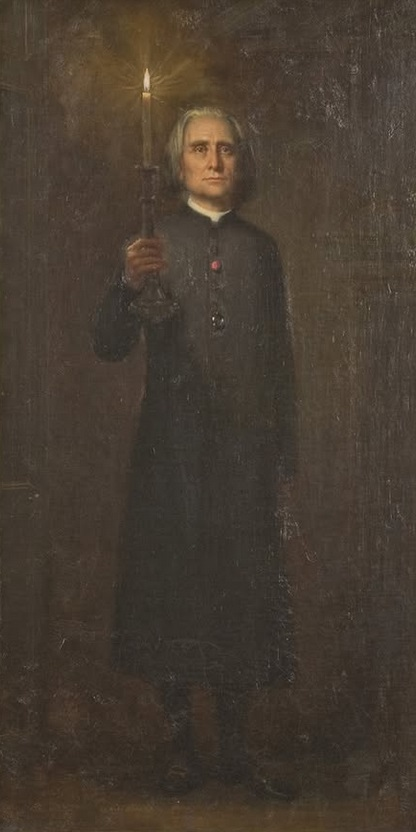
Franz Liszt, 1869
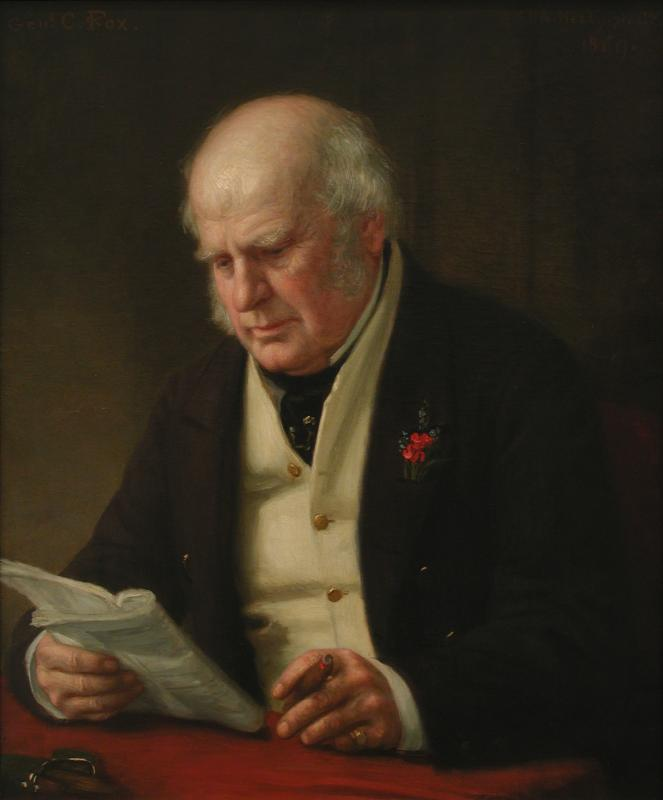
Charles Richard Fox, 1869
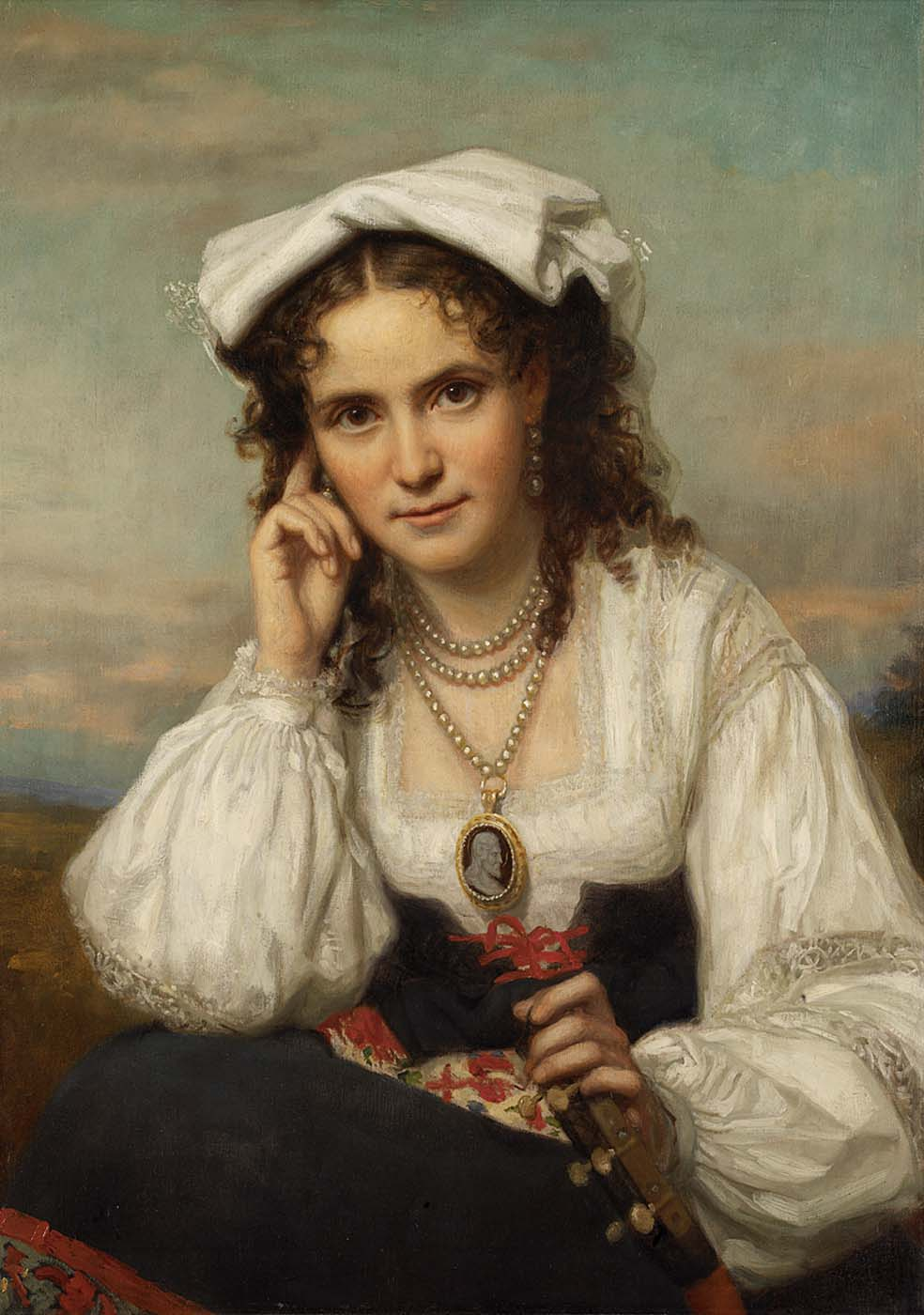
Vinnie Ream, 1870
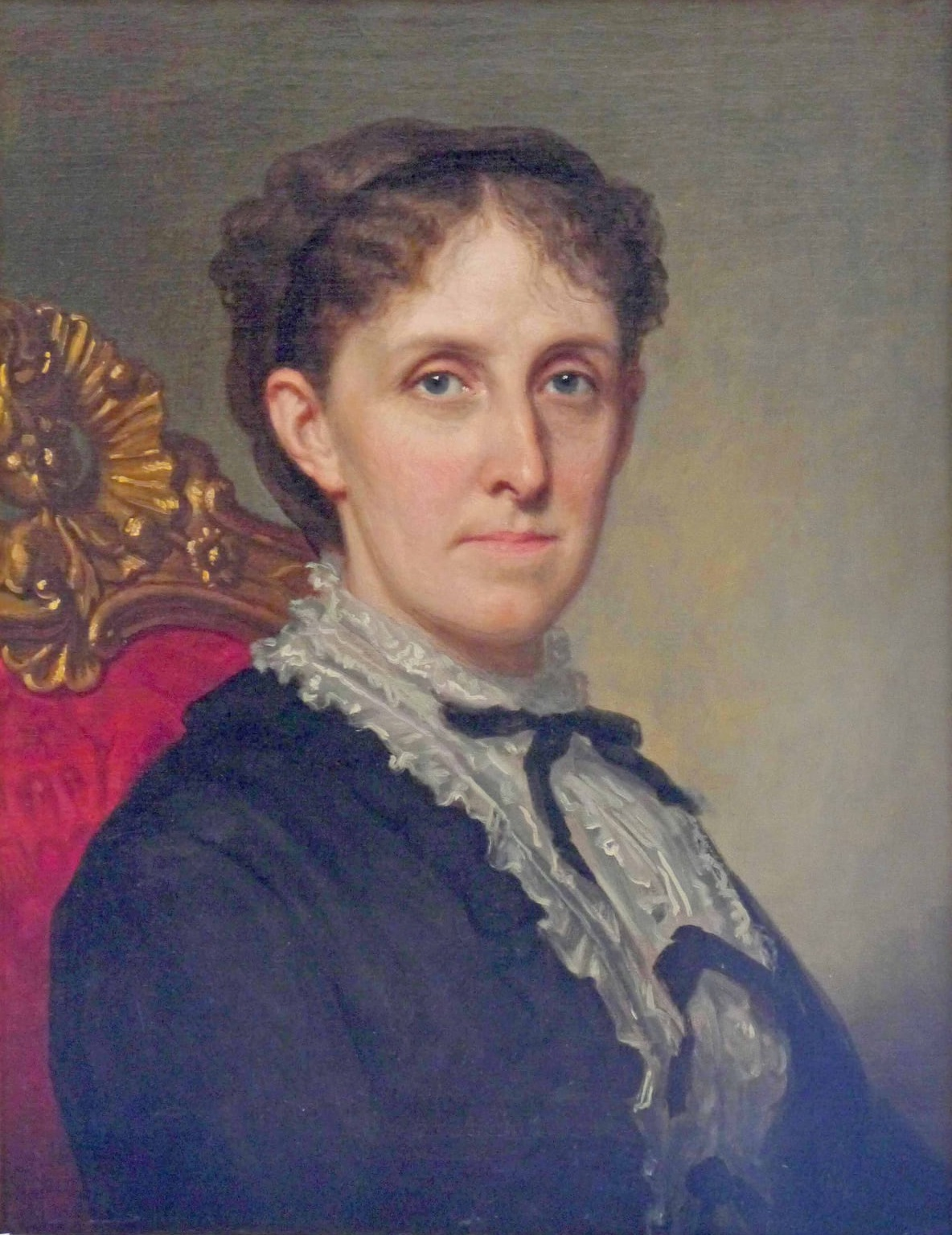
Louisa May Alcott, 1871
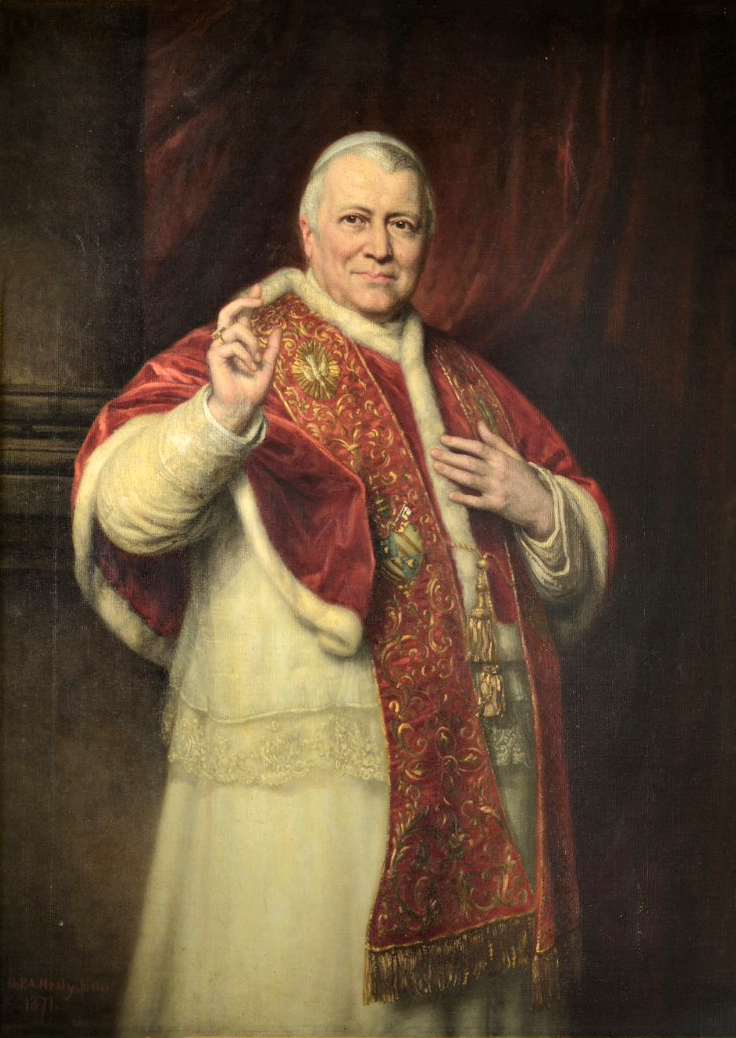
Pie IX, 1871
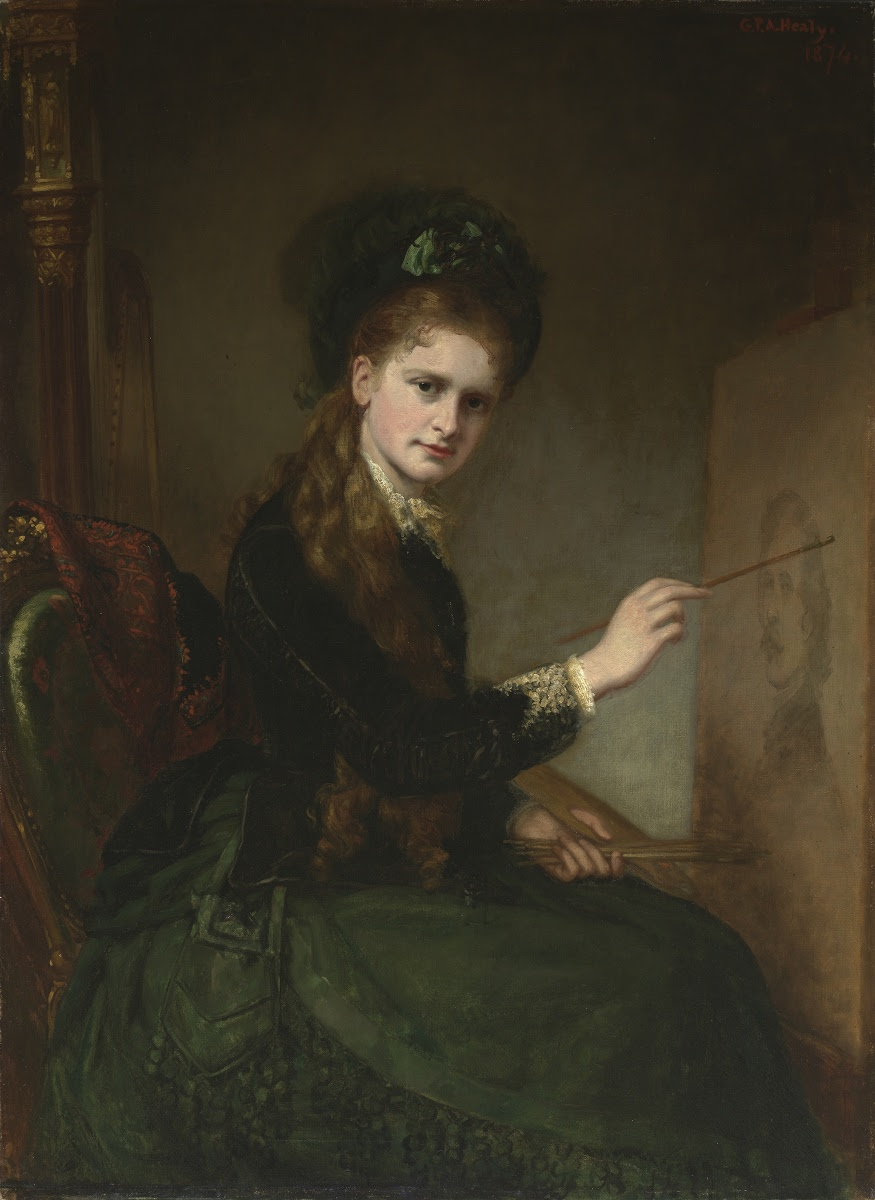
Jennie Byrd Bryan, 1874
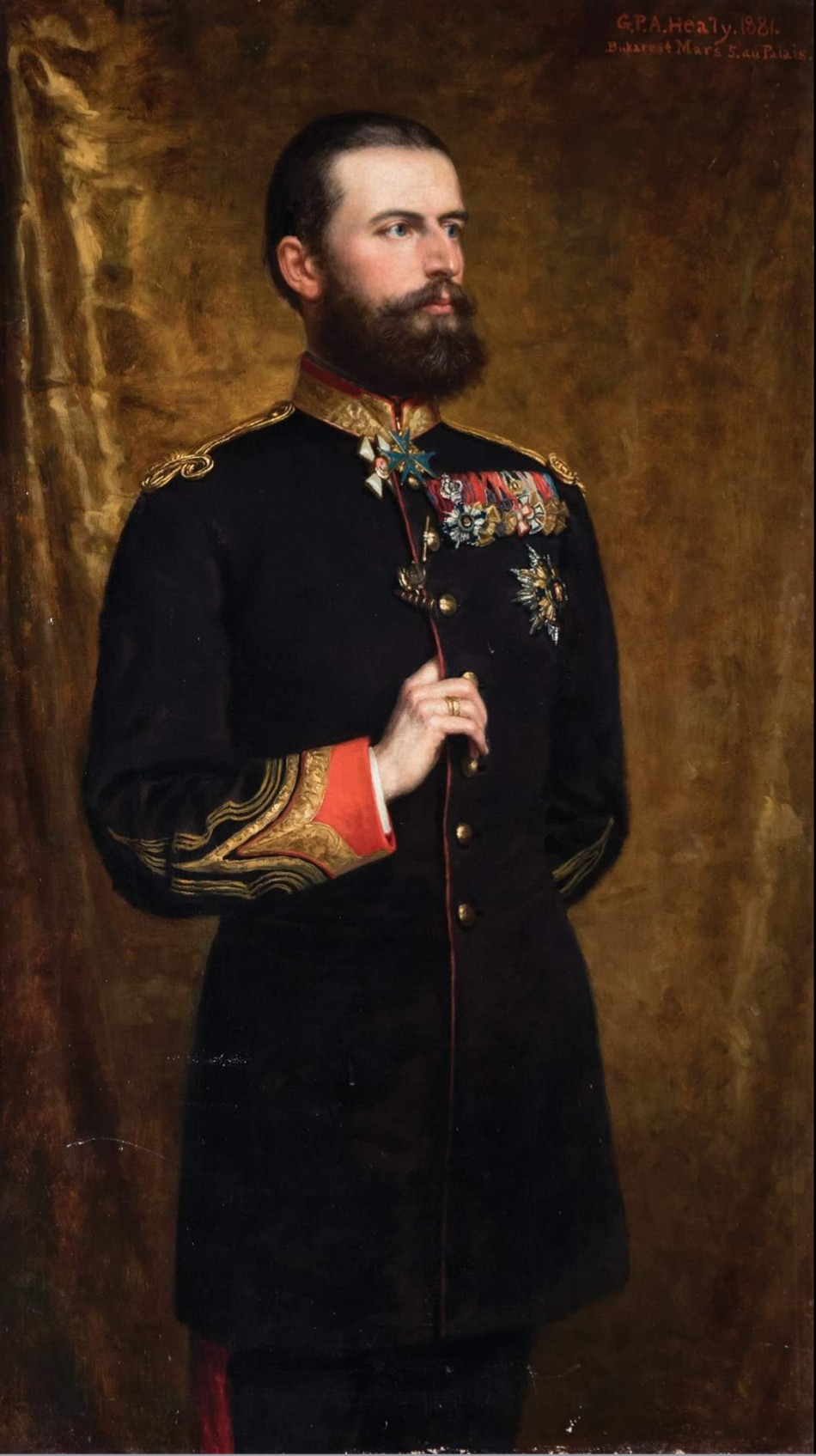
Carol Ier, 1881
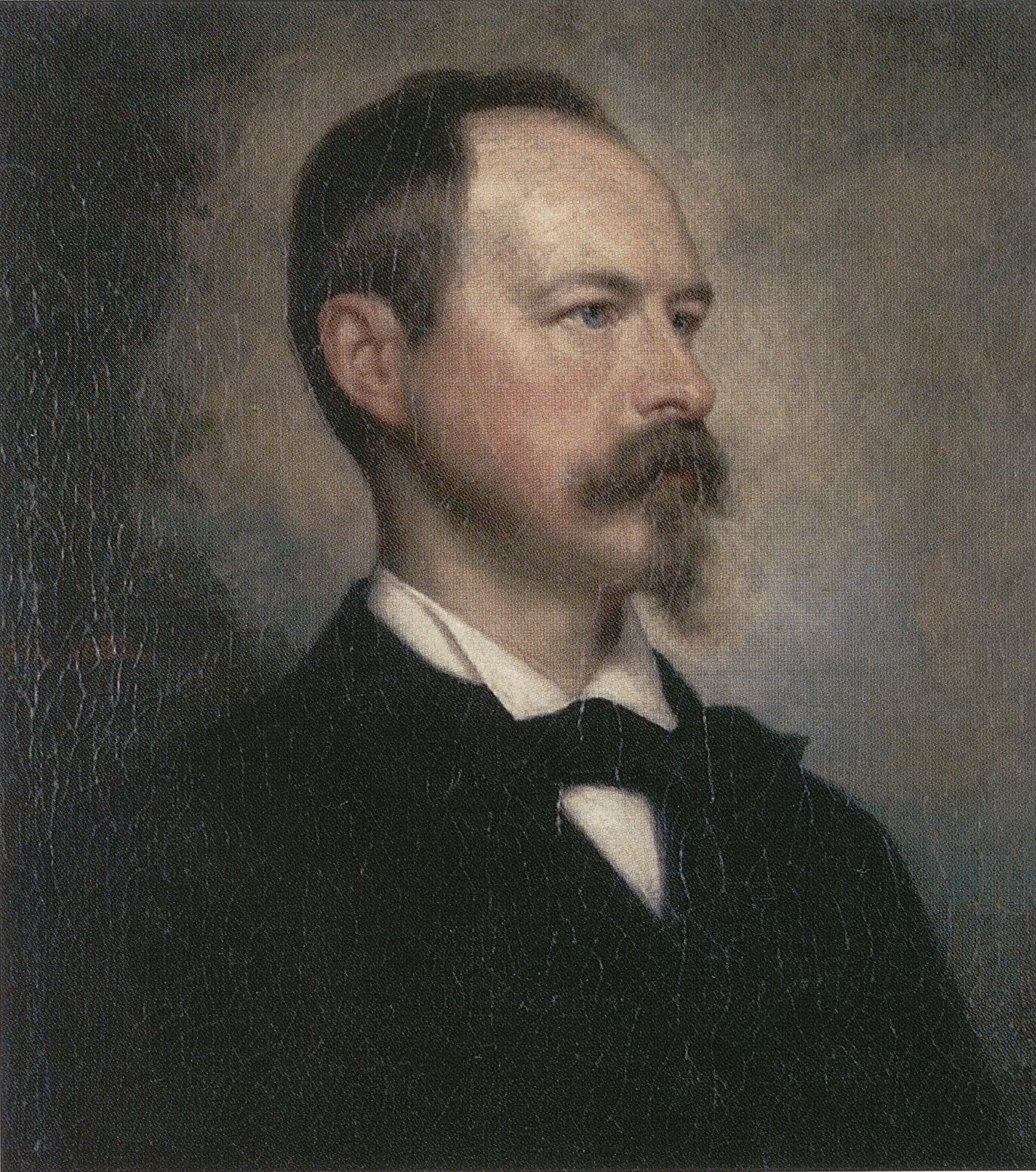
Comte de Paris, 1882
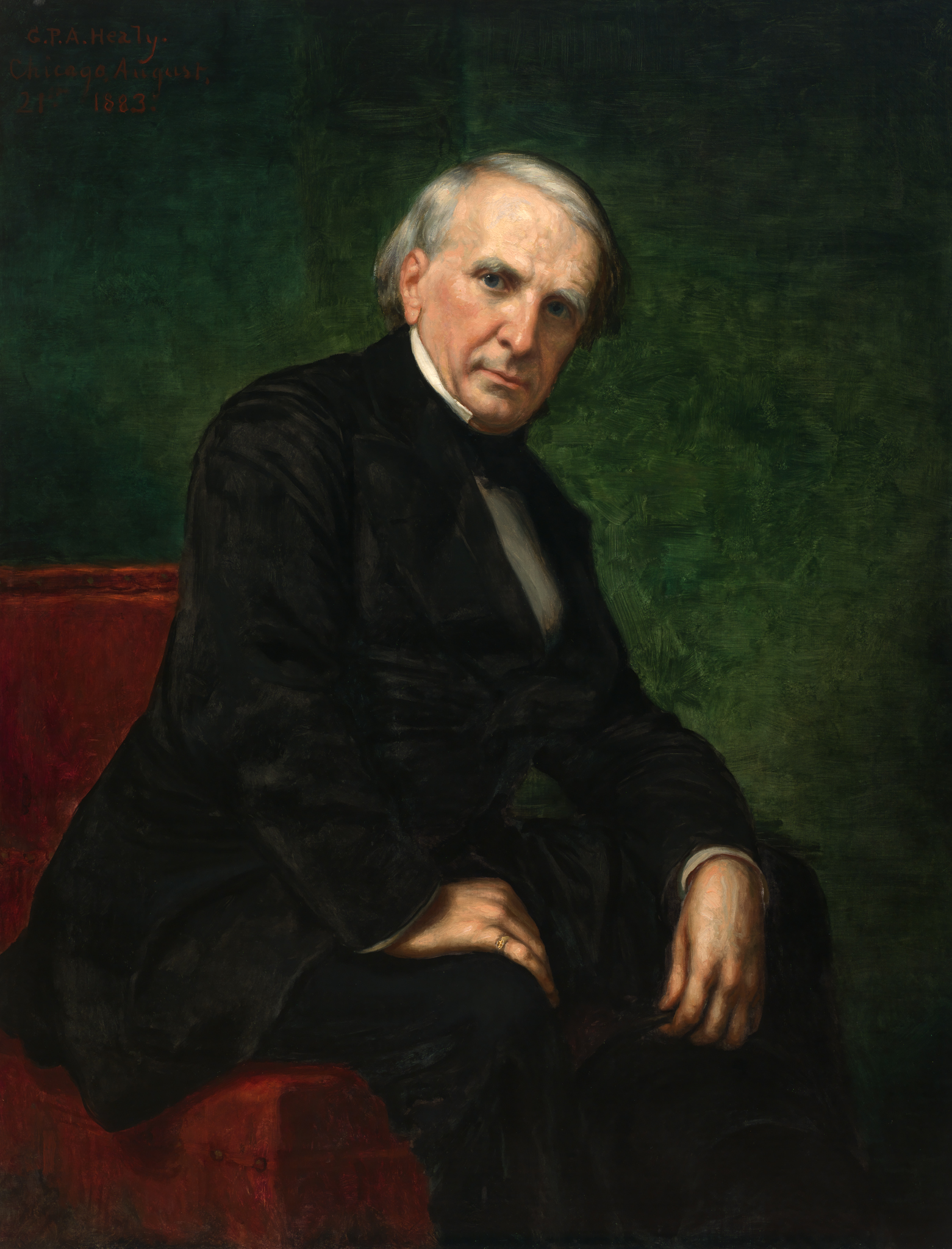
Elihu B. Washburne, 1883
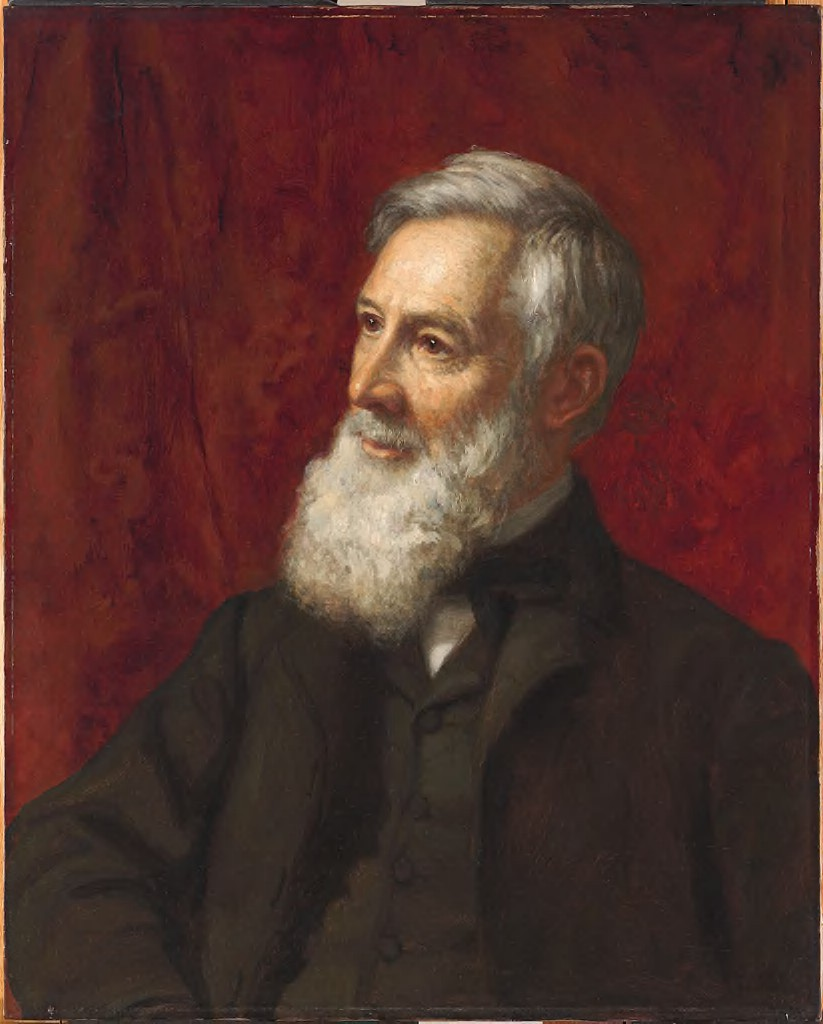
Asa Gray, 1885
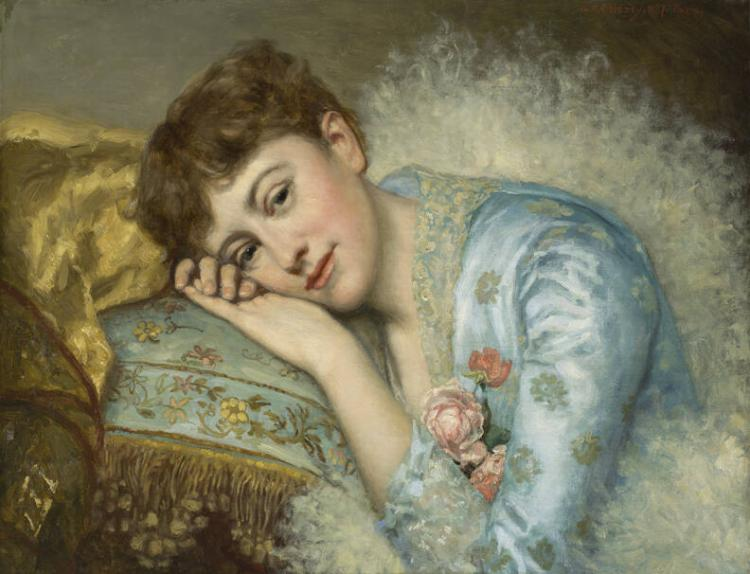
Jeannette Ovington, 1887

### Autoportraits
À la fin du XXe siècle, on dénombrait onze autoportraits réalisés par Healy entre 1841 et 1886, mais ce chiffre a depuis été revu à la hausse. En 1868, Healy a été invité à fournir une telle œuvre à la prestigieuse collection d'autoportraits du musée des Offices, où elle a pris place en 1875 (inv. 2106).

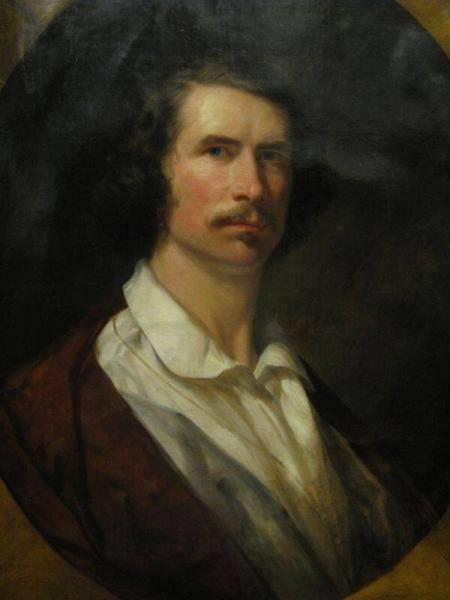
1842
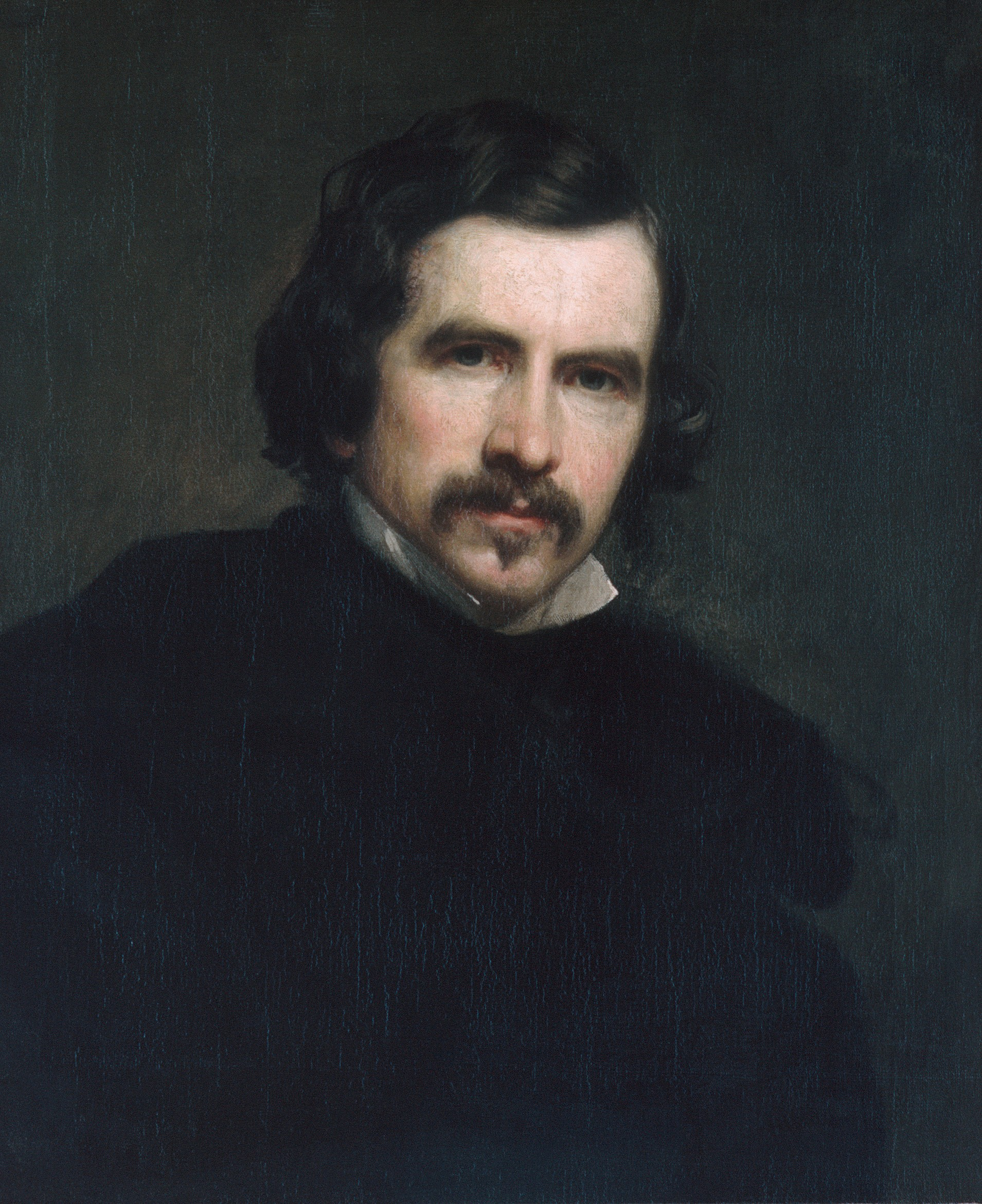
1851
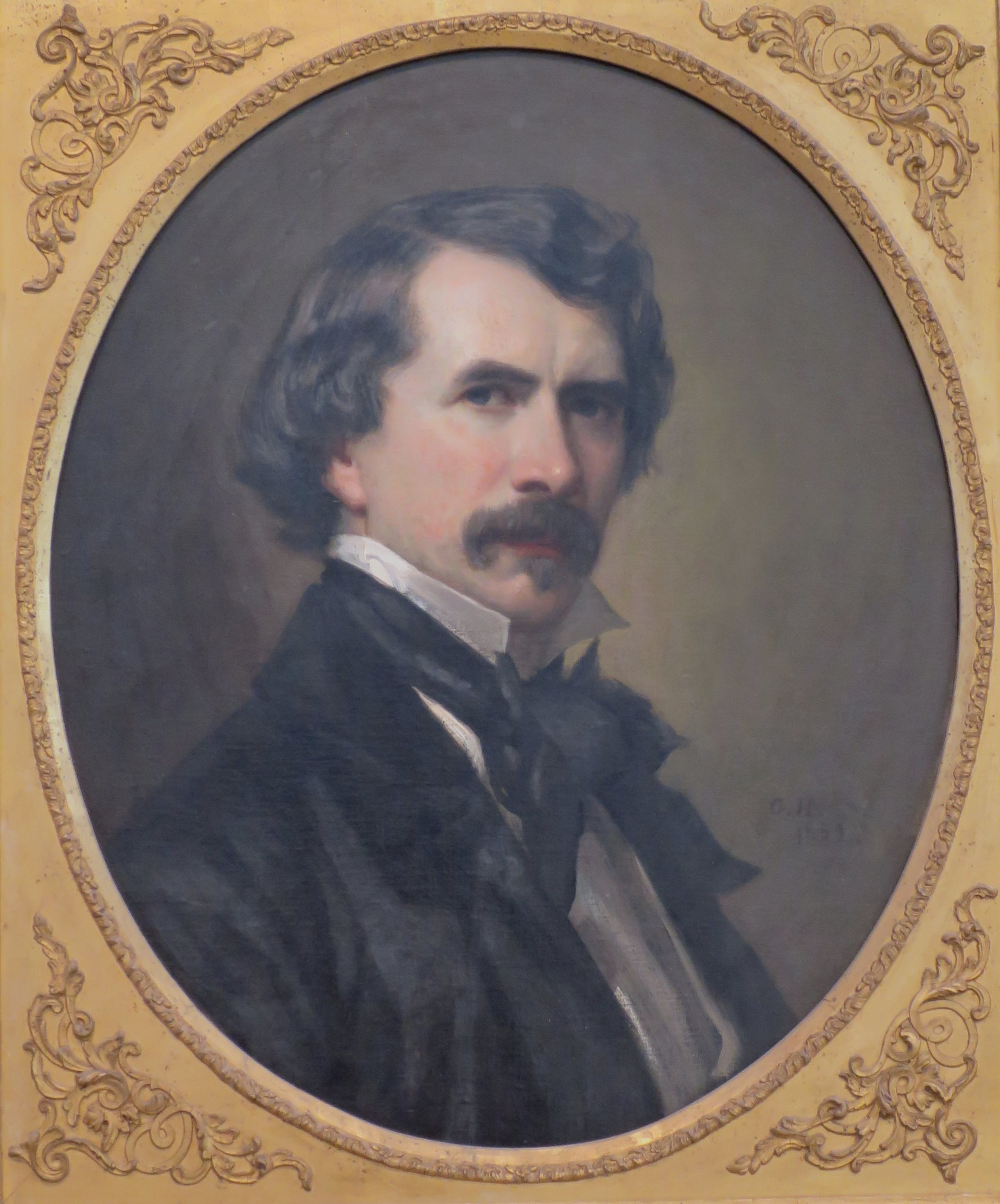
1852
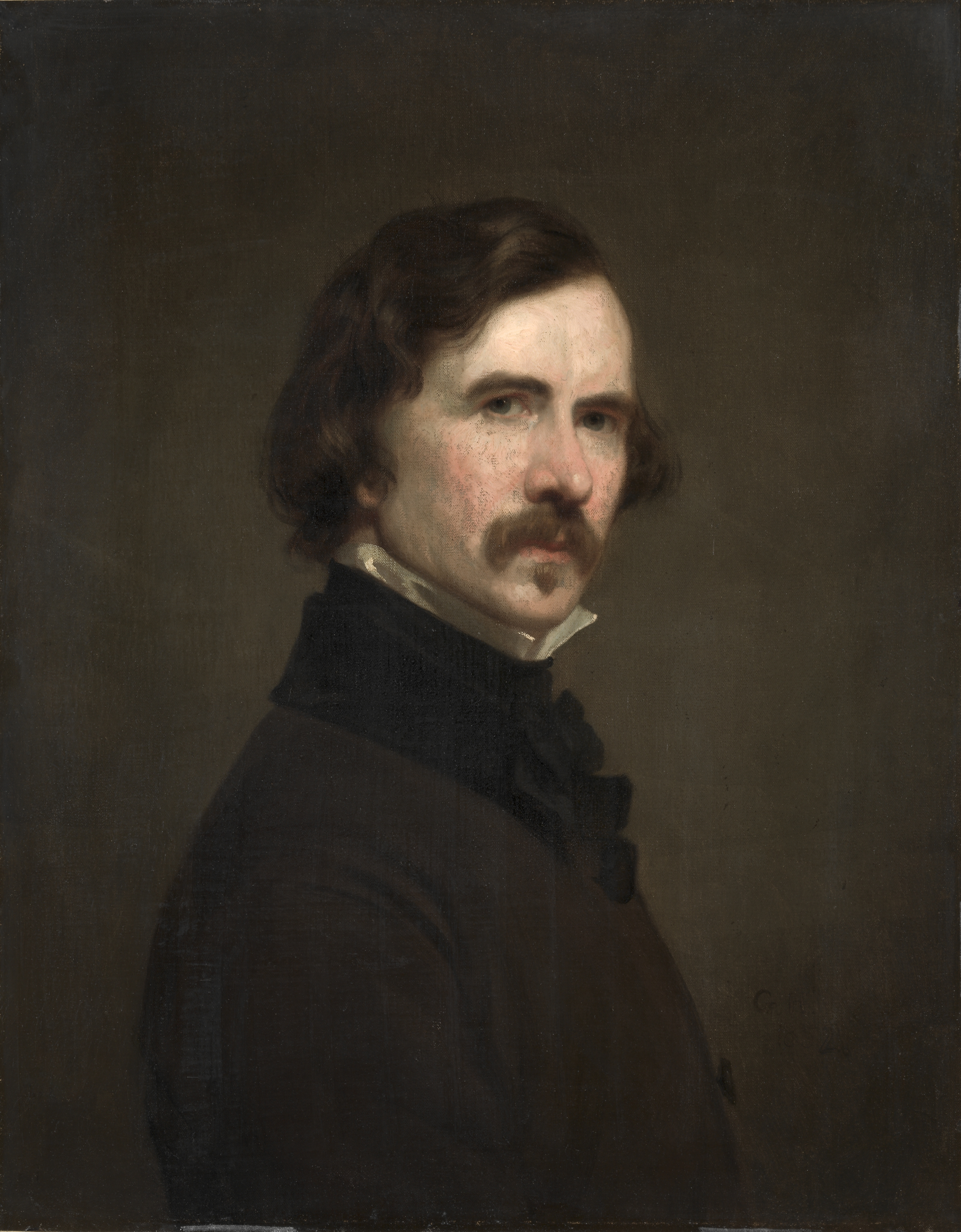
1852
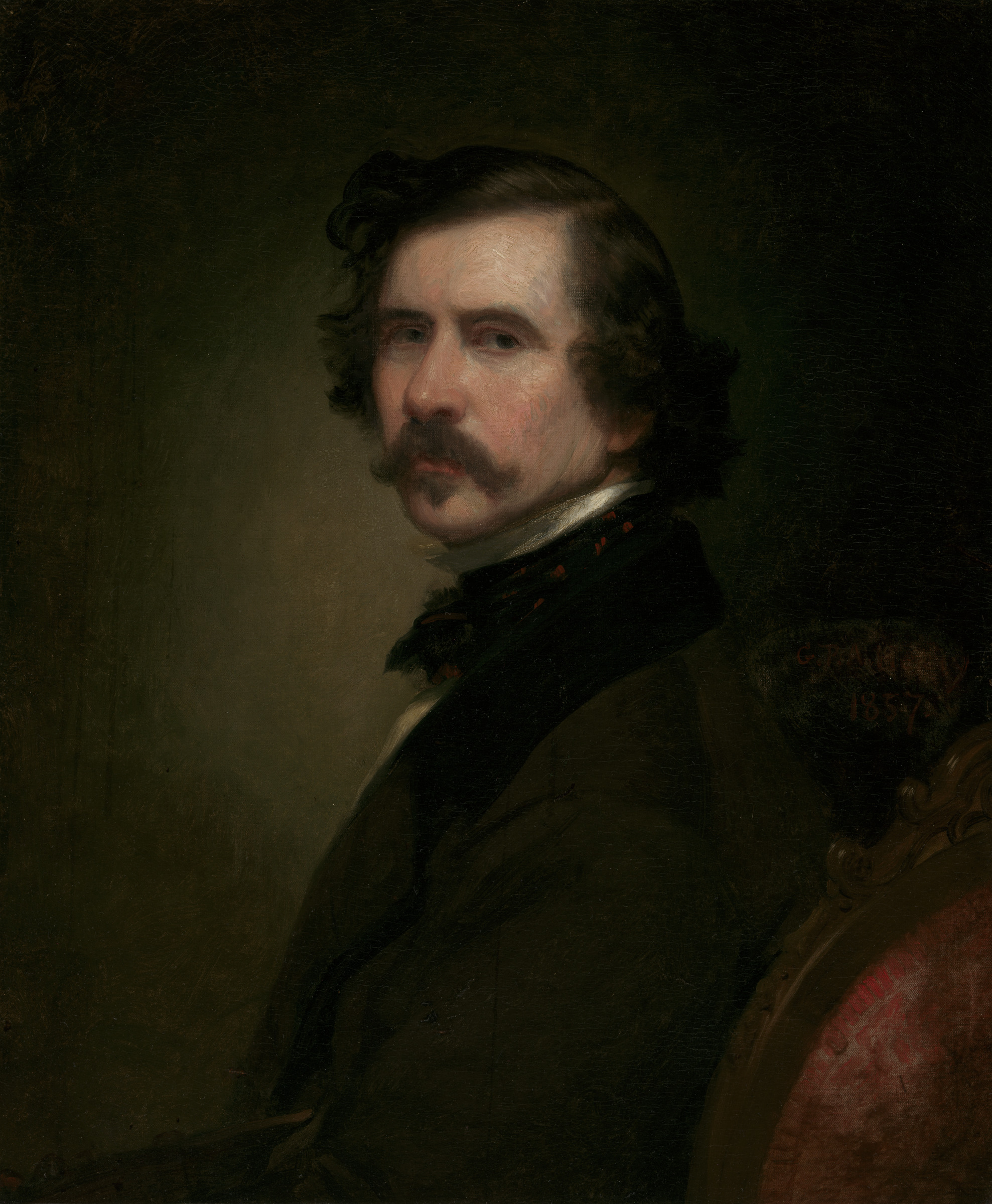
1857
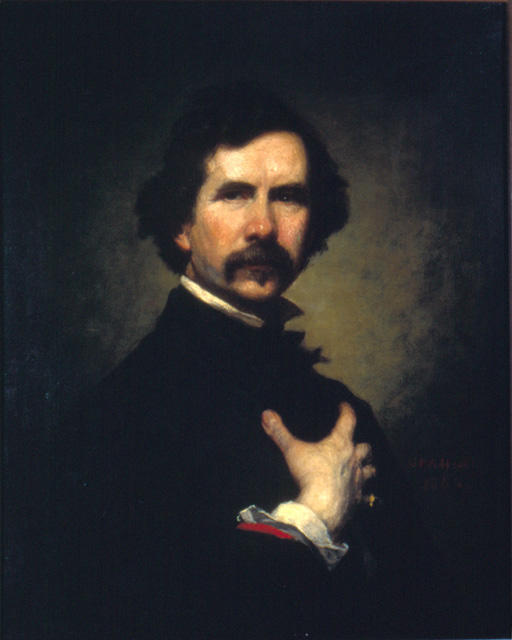
1860
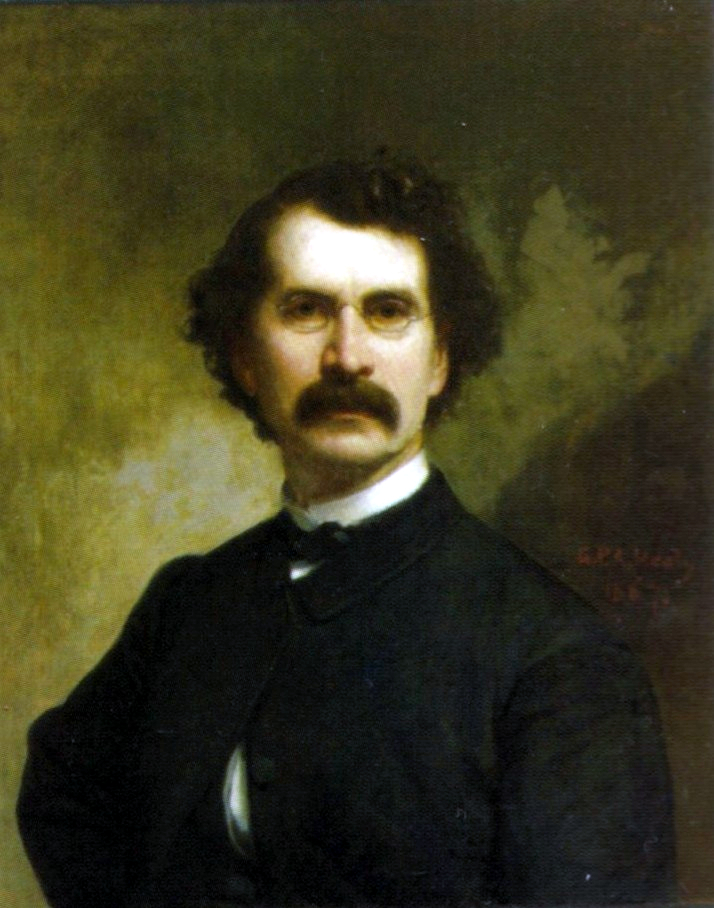
1867
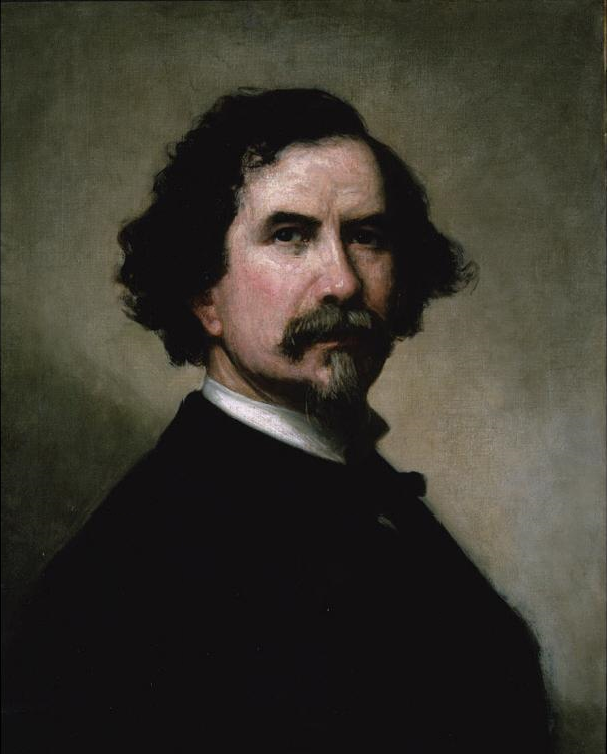
1870
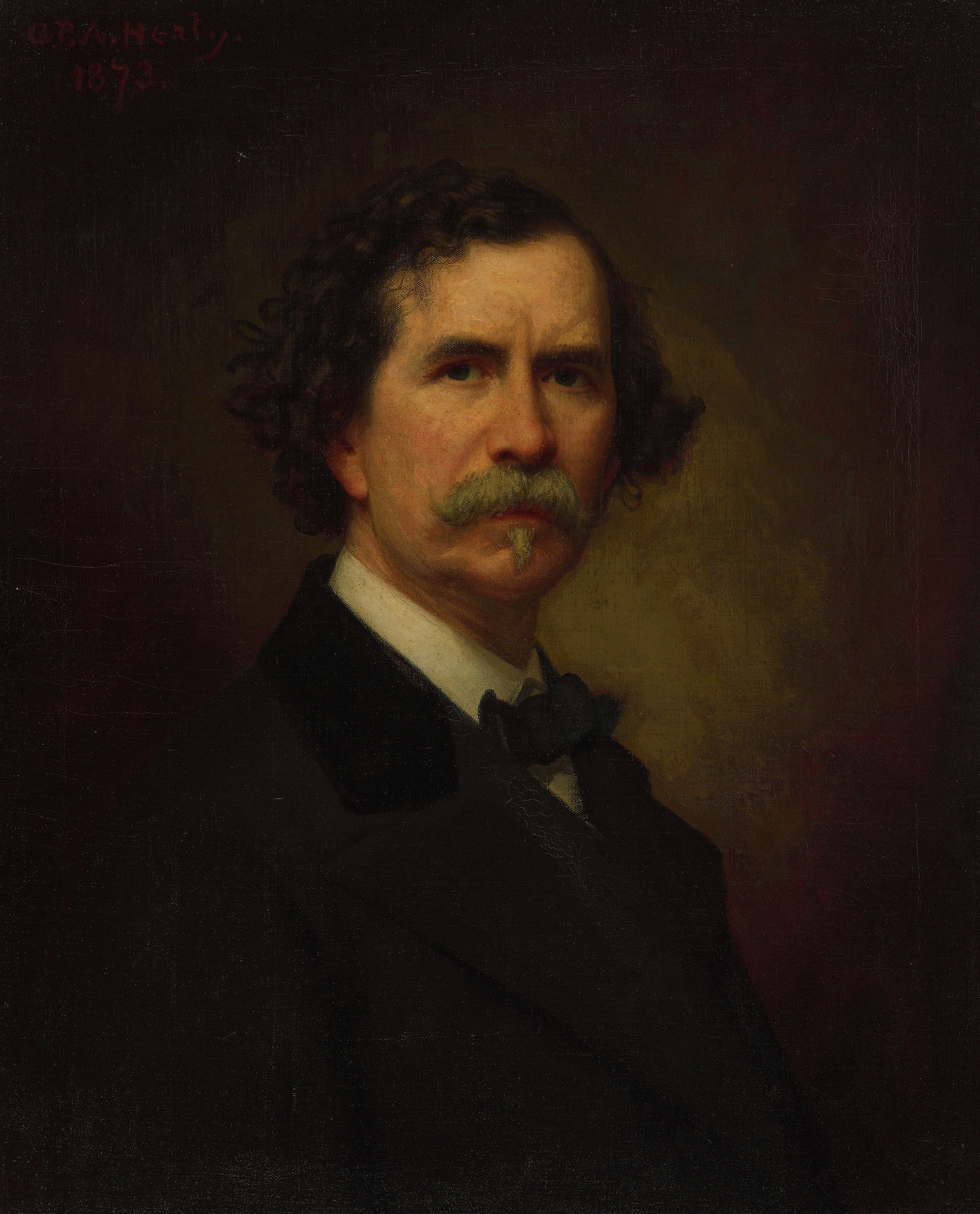
1873
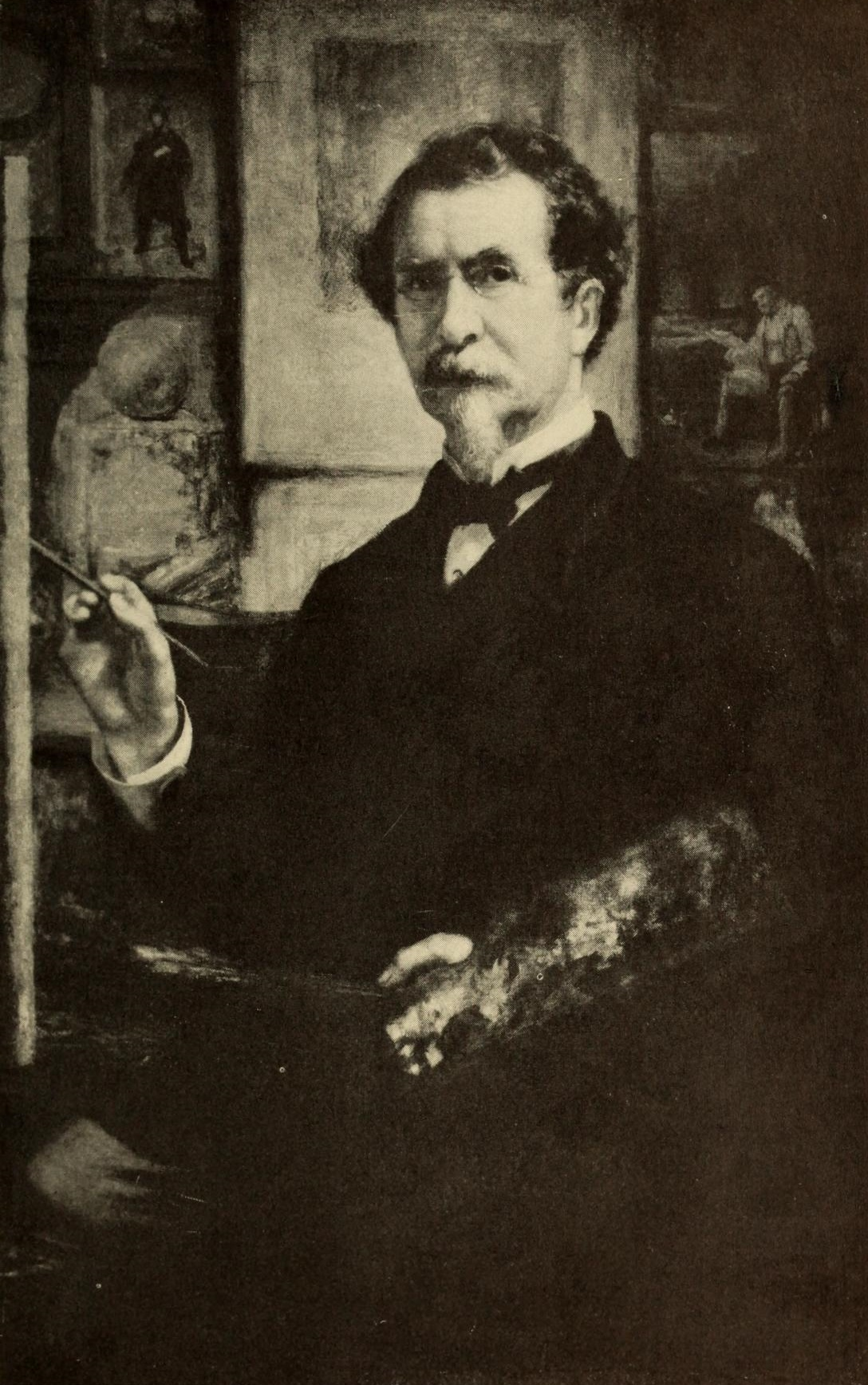
Vers 1875-1880 (reproduction en noir et blanc)
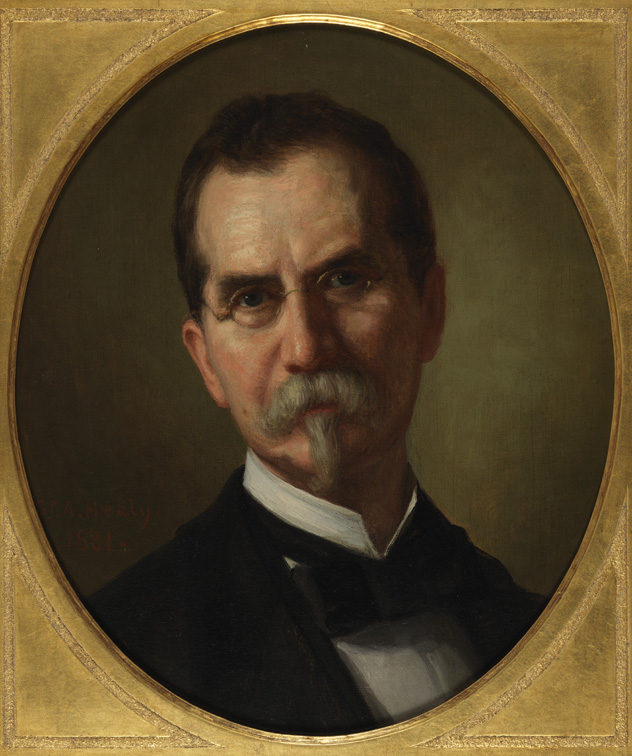
1881
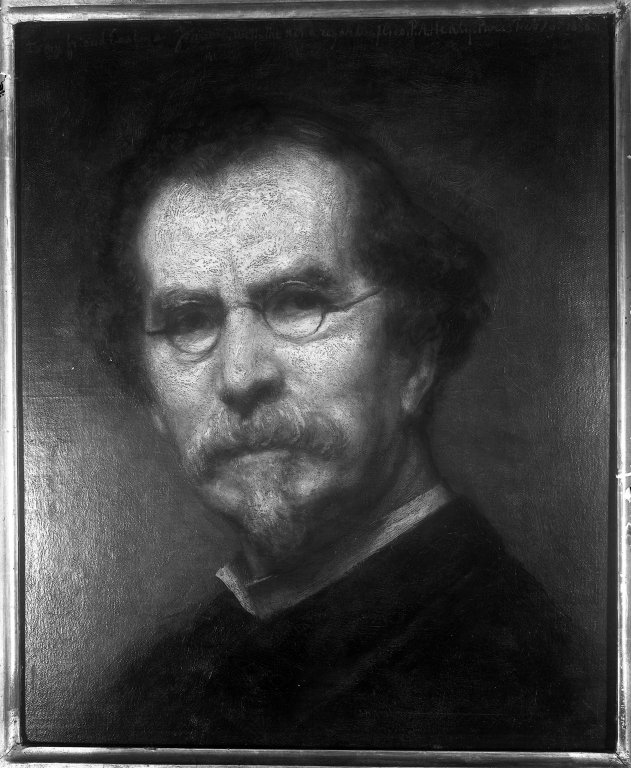
1886 (reproduction en noir et blanc)